# 국도 제31호선
국도 제31호선 (부산 ~ 신고산선, 國道第三十一號 釜山新高山線)은 부산광역시 기장군 일광읍 일광 교차로와 강원도 안변군 신고산면을 연결하는 대한민국의 일반 국도이다.

## 역사
- 1971년 8월 31일 : 일반국도노선지정령에 의해 국도 제31호선 포항 ~ 신고산선이 됨.[2]
- 1973년 3월 14일 : 소양강댐 건설로 인해 도로가 수몰되는 인제군 남면 신남리 ~ 양구군 남면 원리 15.5 km 구간을 13.921 km 로 도로구역 변경[3]
- 1980년 2월 22일 : 홍천군 내면 조항동 602m 구간 개통 및 기존 960m 구간 폐지[4]
- 1981년 3월 14일 : 기점을 '경상북도 포항시'에서 '경상남도 울산시'로 연장함. 이에 따라 '포항 ~ 신고산선'에서 '울산 ~ 신고산선'이 됨.[5]
- 1981년 4월 13일 : 국도로 승격된 인제군 기린면 상남리 ~ 양구군 남면 도촌리 72 km 구간 개통, 기존 지정 구간인 인제군 기린면 상남리 ~ 양구군 남면 도촌리 50 km 구간 폐지[6]
- 1981년 5월 8일 : 국도로 승격된 월성군 양남면 수렴리 ~ 포항시 대흥동 71.7 km 구간 개통[7]
- 1981년 5월 12일 : 국도로 승격된 울주군 강동면 신현리 ~ 신평리 22.62 km 구간 개통[8]
- 1981년 5월 30일 : 대통령령 제10247호 일반국도노선지정령 개정에 따라 연장된 98 km 구간으로 도로구역 변경[9]
- 1987년 1월 28일 : 기존 지정 구간인 태백시 혈동 ~ 영월군 상동읍 천평리(칠랑리) 13.5 km 구간 폐지[10]
- 1994년 7월 15일 : 평창군 대화면 대화리 2 km 구간 개통[11]
- 1995년 1월 12일 : 양구 ~ 원통간 도로(인제군 인제읍 이평리 ~ 양구군 남면 용하리) 19.9 km 구간 개통[12]
- 1996년 7월 1일 : 기점을 '경상남도 울산시'에서 '부산광역시 기장군 일광면'으로 연장함. 이에 따라 '부산 ~ 신고산선'이 됨.[13]
- 1997년 6월 15일 : 영월군 상동읍 덕구리 ~ 내덕리 구간 개통, 기존 400m 구간 폐지[14]
- 1997년 9월 20일 : 섬촌교(영양군 일월면 섬촌리) 940m 구간 재가설 개통, 기존 360m 구간 폐지[15]
- 1998년 7월 7일 : 구지교(포항시 북구 기계면 구지리) 660m 구간 재가설 개통, 기존 구간 폐지[16]
- 1999년 5월 15일 : 구룡포 ~ 포항간 도로(포항시 남구 동해면 약전리 ~ 일월동) 2.25 km 구간 확장 개통[17]
- 1999년 12월 31일 : 구룡포 ~ 포항간 도로(포항시 남구 동해면 석리 ~ 약전리) 1.1 km 구간 확장 개통[18]
- 2000년 2월 24일 : 경상북도 포항시 남구 동해면 석리 ~ 연일읍 유강리 19.1 km 구간을 자동차 전용도로로 지정[19]
- 2000년 12월 20일 : 구룡포 ~ 포항간 도로(포항시 남구 구룡포읍 하정리 ~ 동해면 상정리) 6.24 km 구간 확장 개통[20]
- 2001년 1월 22일 : 강동 ~ 흥해간 도로의 대련 교차로(포항시 북구 흥해읍 대련리) 입체화 개통[21]
- 2001년 5월 25일 : 구룡포 ~ 포항간 도로(포항시 남구 동해면 상정리 상정1육교 ~ 석리 석동1육교) 1.96 km 구간 확장 개통[22]
- 2001년 9월 19일 : 구룡포 ~ 포항간 도로(포항시 남구 구룡포읍 하정리 ~ 일월동) 12.48 km 구간 확장 개통[23]
- 2001년 12월 29일 : 인제군 인제읍 합강리 ~ 북면 원통리 4.3 km 구간 확장 개통, 기존 6.9 km 구간 폐지[24]
- 2001년 12월 31일 : 부남우회도로(청송군 부남면 대전리 ~ 감연리) 2.484 km 구간 확장 개통 및 기존 3.19 km 구간 폐지[25], 청송 ~ 파천간 도로(청송군 청송읍 금곡리 ~ 파천면 관리) 5.72 km 구간 확장 개통 및 기존 6.14 km 구간 폐지[26]
- 2002년 11월 12일 : 양남우회도로(경주시 양남면 수렴리 ~ 하서리) 3.18 km 구간 개통, 기존 3.31 km 구간 폐지[27]
- 2003년 1월 1일 : 영양우회도로(영양군 영양읍 현리 ~ 동부리) 6.005 km 구간 확장 개통, 기존 4.5 km 구간 폐지[28]
- 2005년 11월 9일 : 포항시 남구 연일읍 유강리 ~ 북구 흥해읍 성곡리 9.58 km 구간을 자동차 전용도로로 지정[29]
- 2006년 2월 16일 : 경주시 양북면 봉길리 1.3 km 구간 이설 개통, 기존 1.8 km 구간 폐지[30]
- 2006년 12월 27일 : 포항시관내 국도대체우회도로(문덕 ~ 유강간 도로, 포항시 남구 연일읍 우복리 ~ 유강리) 5.64 km 구간 신설 개통[31]
- 2007년 12월 27일 : 울산 ~ 강동간 도로의 경주시 양남면 수렴리 400m 구간 확장 개통[32]
- 2009년 3월 5일 : 울산 ~ 강동간 도로의 상연암 교차로 ~ 신명 교차로(울산광역시 북구 연암동 ~ 신명동) 11 km 구간 자동차 전용도로로 지정[33]
- 2009년 7월 10일 : 동강대교 (영월군 영월읍 하송리 ~ 덕포리) 구간 확장 개통[34]
- 2010년 6월 28일 : 임당 ~ 두밀간 도로(양구군 동면 임당리 ~ 월운리) 3.63 km 구간 선형 개량 개통[35]
- 2010년 9월 14일 : 영월군 남면 북쌍리 구간 선형개량[36]
- 2011년 6월 10일 : 울산광역시 울주군 온산읍 처용리 ~ 남구 두왕동 6.5 km 구간을 자동차 전용도로로 지정[37]
- 2011년 9월 27일 : 부산광역시 기장군 일광면 이천리 ~ 울산광역시 울주군 온산읍 강양리 19.09 km 구간을 자동차 전용도로로 지정[38]
- 2011년 12월 23일 : 포항시 국도대체우회도로(포항시 연일읍 유강리 ~ 흥해읍 대련리 4.6 km 구간과 포항시 동해면 석리 ~ 대송면 대각리 11.74 km 구간) 신설 개통[39]
- 2012년 9월 27일 : 경주시 양남면 읍천리 ~ 양북면 봉길리 6.0 km 구간 확장 개통, 기존 6.9 km 구간 폐지[40]
- 2014년 7월 1일 : 온산 ~ 두왕간 도로(울주군 온산읍 처용리 ~ 남구 두왕동) 6.5 km 구간 확장 개통[41]
- 2014년 10월 29일 : 입암우회도로(영양군 입암면 삼산리 ~ 신구리) 2.06 km 구간 신설 개통[42] 및 기존 2.3 km 구간 폐지[43]
- 2014년 12월 26일 : 기장 ~ 장안간 도로(기장군 일광면 이천리 ~ 장안읍 임랑리) 6.03 km 구간 신설 개통, 기존 기장군 일광면 삼성리 ~ 장안읍 월내리 9.57 km 구간 폐지[44]
- 2014년 12월 30일 : 영월 ~ 중동 우회도로(영월군 중동면 녹전리 ~ 이목리) 4.0 km 구간 개통[45], 경주 ~ 감포간 도로(경주시 감포읍 나정리 ~ 전촌리) 570m 구간 확장 개통[46]
- 2014년 12월 31일 : 울주군 온산읍 당월리 420m 구간 일부 개통[47]
- 2015년 6월 10일 : 남면우회도로(양구군 남면 죽리 ~ 야촌리) 6.64 km 구간 확장 개통, 기존 양구군 남면 구암리 ~ 야촌리 8.14 km 구간 폐지[48]
- 2015년 9월 10일 : 수라리재터널(영월군 중동면 이목리 ~ 화원리) 6.0 km 구간 확장 개통, 기존 5.1 km 구간 폐지[49]
- 2017년 4월 10일 : 울주군 서생면 나사리 170m 구간 개통, 기존 220m 구간 폐지[50]
- 2017년 5월 10일 : 영월 ~ 방림간 도로 2공구(영월군 북면 연덕리 ~ 평창군 평창읍 하리) 13.54 km 구간 확장 개통, 기존 16.74 km 구간 폐지[51]
- 2017년 12월 27일 : 둔내 ~ 무이간 도로 2공구(평창군 용평면 용전리 ~ 속사리) 총 8.52 km 구간 확장 개통[52]
- 2018년 1월 30일 : 소천 ~ 도계간 도로 1공구(봉화군 소천면 현동리 ~ 고선리) 10.02 km 구간 임시 개통[53], 소천 ~ 도계간 도로 2공구(경상북도 봉화군 소천면 고선리 ~ 강원도 태백시 장성동) 10.19 km 구간 조기 개통[54]
- 2018년 3월 7일 : 장안 ~ 온산간 도로 1공구(부산광역시 기장군 장안읍 좌천리 ~ 울산광역시 울주군 서생면 명산리) 7.68 km 구간 신설 개통[55], 기존 부산광역시 기장군 장안읍 월내리 ~ 울산광역시 울주군 서생면 신암리 2.5 km 구간 폐지[56]
- 2018년 3월 15일 : 신고리원자력발전소 5, 6호기 건설사업 구간 내 장안 ~ 서생 국도 이설 공사의 원활한 사업 시행을 위해 폐지 구간을 부산광역시 기장군 장안읍 월내리 ~ 울산광역시 울주군 서생면 신암리 2.5 km 구간에서 부산광역시 기장군 장안읍 월내리 ~ 길천리 200m 구간으로 정정[57]
- 2018년 3월 27일 : 소천 ~ 도계간 도로 2공구 구간 준공으로 인해 기존 봉화군 소천면 고선리 ~ 석포면 대현리 12.1 km 구간 폐지[58]
- 2018년 7월 3일 : 흥해 ~ 기계간 도로 2공구(포항시 북구 기계면 내단리 ~ 현내리) 620m 구간 확장 개통[59] 및 기존 구간 폐지[60]
- 2018년 9월 21일 : 흥해 ~ 기계간 도로 1공구(포항시 북구 기계면 내단리 ~ 경주시 강동면 다산리) 5.5 km 구간 부분 개통[61], 기존 4.01 km 구간 폐지[62]
- 2018년 10월 10일 : 신고리원자력발전소 5, 6호기 건설사업 구간 내 장안 ~ 서생 국도 이설 공사의 원활한 사업 시행을 위해 부산광역시 기장군 장안읍 길천리 약 100m 구간 추가 폐지[63]
- 2018년 10월 17일 : 소천 ~ 도계간 도로 1공구 구간 준공으로 인해 기존 봉화군 소천면 현동리 ~ 고선리 13.2 km 구간 폐지[64]
- 2018년 10월 31일 : 감포 ~ 구룡포간 도로(경주시 감포읍 나정리 ~ 오류리) 4.98 km 구간 확장 개통[65] 및 기존 4.9 km 구간 폐지[66]
- 2018년 12월 27일 : 흥해 ~ 기계간 도로 1공구(포항시 북구 흥해읍 대련리 ~ 남구 연일읍 달전리) 2.8 km 구간 확장 개통[67], 기존 포항시 남구 연일읍 학전리 ~ 달전리 1.6 km 구간 폐지[68]
- 2018년 12월 31일 : 영월 ~ 방림간 도로 1공구(평창군 평창읍 후평리 ~ 방림면 방림리) 6.2 km 구간 확장 개통, 기존 6.1 km 구간과 평창군 방림면 방림리 500m 구간 폐지[69][70]
- 2019년 6월 21일 : 오미재터널(인제군 상남면 상남리 ~ 하남리) 2.79 km 구간 신설 개통, 기존 인제군 상남면 상남리 2.2 km 구간 폐지[71]
- 2019년 8월 1일 : 장안 ~ 온산간 도로 2공구(울주군 온산읍 강양리 ~ 당월리) 2.4 km 구간 부분 확장 개통, 기존 3.4 km 구간 폐지[72]
- 2019년 11월 15일 : 장안 ~ 온산간 도로 2공구(울주군 서생면 명산리 ~ 온산읍 강양리) 5.59 km 구간 신설 개통, 기존 울주군 서생면 신암리 ~ 온산읍 강양리 11.1 km 구간 폐지[73]
- 2020년 12월 24일 : 청송우회도로(청송군 청송읍 청운리 ~ 금곡리) 4.4km 구간 신설 개통[74]
- 2021년 1월 14일 : 청송우회도로 개통으로 인해 기존 청송군 청송읍 청운리 ~ 금곡리 4.1km 구간 폐지[75]
- 2021년 4월 2일 : 인제군 상남면 상남리 600m 구간 개통, 기존 구간 폐지[76]
- 2023년 5월 31일 : 삼자현터널(청송군 현동면 도평리 ~ 부남면 대전리) 4.76 km 구간 6월 6일까지 임시개통[77]
- 2023년 6월 7일: 삼자현터널 개통[78]

## 주요 경유지
부산광역시
- 기장군 (일광읍 · 장안읍)

울산광역시
- 울주군 (서생면 · 온산읍 · 청량읍) - 남구 (두왕동 · 선암동 · 신정동) - 중구 (성남동 · 우정동 · 교동 · 북정동 · 복산동 · 약사동 · 서동 · 동동) - 북구 (화봉동 · 연암동 · 어물동 · 신현동 · 무룡동 · 산하동 · 신명동)

경상북도
- 경주시 (양남면 · 문무대왕면 · 감포읍) - 포항시 (남구 (장기면 · 구룡포읍 · 동해면 · 오천읍 · 대송면 · 연일읍 · 지곡동 · 연일읍) - 북구 흥해읍 - 남구 연일읍) - 경주시 강동면 - 포항시 북구 (기계면 · 죽장면) - 청송군 (현동면 · 부남면 · 부동면 · 청송읍 · 파천면 · 진보면) - 영양군 (입암면 · 영양읍 · 일월면 · 수비면) - 봉화군 (재산면 · 소천면 · 법전면 · 소천면 · 석포면)

강원특별자치도
- 태백시 (동점동 · 장성동 · 문곡동 · 황지동 · 소도동 · 혈동) - 영월군 (상동읍 · 산솔면 · 영월읍 · 남면 · 북면) - 평창군 (평창읍 · 방림면 · 대화면 · 용평면) - 홍천군 내면 - 인제군 (상남면 · 기린면 · 인제읍) - 양구군 (국토정중앙면 · 양구읍 · 동면)

현 조선민주주의인민공화국 구간
강원도
- 회양군 (내금강면 · 안풍면 · 회양면) - 철령

함경남도
- 안변군 위의면

## 노선
- (■): 자동차 전용도로 구간

### 부산광역시
| 이름                        | 접속 노선                                                                 | 소재지 | 소재지 | 비고   |
| --------------------------- | ------------------------------------------------------------------------- | ------ | ------ | ------ |
| 기장 나들목 (기장IC 교차로) | 600호선 부산외곽순환고속도로 65호선 동해고속도로 국도 제14호선 (기장대로) | 기장군 | 일광읍 | 기점   |
| 일광교                      |                                                                           | 기장군 | 일광읍 |        |
| 이천 교차로 (이천IC교)      | 일광로                                                                    | 기장군 | 일광읍 |        |
| 동백교                      |                                                                           | 기장군 | 일광읍 |        |
| 동백 교차로 (동백IC교)      | 차양길                                                                    | 기장군 | 일광읍 |        |
| 문중 교차로 (문중IC교)      | 장곡길                                                                    | 기장군 | 일광읍 |        |
| 임랑 교차로 (임랑IC육교)    | 국가지원지방도 제60호선 (해맞이로)                                        | 기장군 | 장안읍 |        |
| 임랑교 임랑육교             |                                                                           | 기장군 | 장안읍 |        |
| 장안졸음쉼터                |                                                                           | 기장군 | 장안읍 | 양방향 |
| 장안천교                    |                                                                           | 기장군 | 장안읍 |        |
| 월내 교차로                 | 고무로 반룡로                                                             | 기장군 | 장안읍 |        |
| 효암천교                    |                                                                           | 기장군 | 장안읍 |        |

### 울산광역시

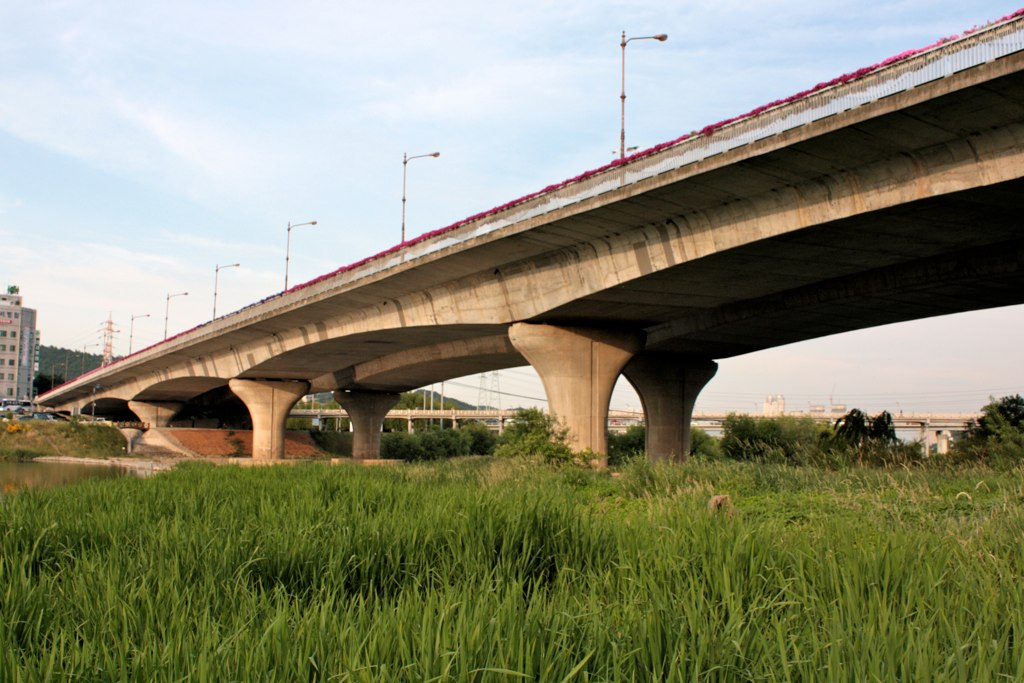
울산광역시 구간에 있는 태화교

| 이름                                                    | 접속 노선              | 소재지                               | 소재지                            | 비고                          |
| ------------------------------------------------------- | ---------------------- | ------------------------------------ | --------------------------------- | ----------------------------- |
| 서생육교                                                |                        | 울주군                               | 서생면                            |                               |
| 서생 교차로                                             | 화산발리로             | 울주군                               | 서생면                            |                               |
| 위양천교                                                |                        | 울주군                               | 서생면                            |                               |
| 신암 교차로 (용리1교)                                   | 용리길                 | 울주군                               | 서생면                            |                               |
| 용리2교 용리3교                                         |                        | 울주군                               | 서생면                            |                               |
| 서생터널                                                |                        | 울주군                               | 서생면                            | 상행 연장 771m 하행 연장 756m |
| 진하교                                                  |                        | 울주군                               | 서생면                            |                               |
| 진하터널                                                |                        | 울주군                               | 서생면                            | 상행 연장 620m 하행 연장 630m |
| 화정교                                                  |                        | 울주군                               | 서생면                            |                               |
| 화정터널                                                |                        | 울주군                               | 서생면                            | 연장 246m                     |
| 화정육교                                                |                        | 울주군                               | 서생면                            |                               |
| 진하 교차로                                             | 온양로                 | 울주군                               | 서생면                            | 하행 진입만 가능              |
| 하회1교                                                 |                        | 울주군                               | 서생면                            |                               |
|                                                         | 온산읍                 | 울주군                               |                                   |                               |
| 강양 교차로                                             | 해맞이로 강양길 삼평길 | 울주군                               |                                   |                               |
| 당월 교차로                                             | 공단로 우봉이진로      | 울주군                               |                                   |                               |
| 원산 교차로                                             | 원산로                 | 울주군                               |                                   |                               |
| 온산하수처리장                                          | 원봉로                 | 울주군                               |                                   |                               |
| 세진중공업앞                                            |                        | 울주군                               |                                   |                               |
| 온산역사거리                                            | 이진로                 | 울주군                               |                                   |                               |
| 온산항사거리                                            | 산암로                 | 울주군                               |                                   |                               |
| 방도로입구                                              | 방도로                 | 울주군                               |                                   |                               |
| 오드펠정문                                              |                        | 울주군                               |                                   |                               |
| 신기 교차로                                             | 외황로                 | 울주군                               |                                   |                               |
| 처용사거리 (처용지하차도)                               | 개운로                 | 울주군                               |                                   |                               |
| 오천교                                                  |                        | 울주군                               |                                   |                               |
| 청량천삼거리 (용암교)                                   | 처용산업로             | 울주군                               |                                   |                               |
| 오대교                                                  |                        | 울주군                               | 청량읍                            |                               |
| 상남 교차로 (화창교)                                    | 상개로                 | 울주군                               | 청량읍                            |                               |
| 덕하1교                                                 |                        | 울주군                               | 청량읍                            |                               |
|                                                         | 남구                   | 옥동                                 |                                   |                               |
| 신두왕사거리                                            | 남구                   | 옥동                                 | 국도 제14호선 (청량로) (남창로)   |                               |
| 옥동교                                                  | 남구                   | 옥동                                 |                                   |                               |
| 두왕사거리                                              | 남구                   | 옥동                                 | 산업로 온산로                     |                               |
| 정애골입구                                              | 남구                   | 옥동                                 | 두왕로34번길                      |                               |
| 개운초등학교입구                                        | 남구                   | 옥동                                 | 남부순환도로626번길 두왕로126번길 |                               |
| 개운초등학교입구                                        | 남구                   | 선암동                               | 남부순환도로626번길 두왕로126번길 |                               |
| 감나무진사거리                                          | 남구                   | 남부순환도로 두왕로154번길           |                                   |                               |
| 활고개 교차로                                           | 남구                   | 남부순환도로627번길 두왕로190번길    |                                   |                               |
| 두왕육교                                                | 남구                   | 신선로                               |                                   |                               |
| 고바우주유소앞                                          | 남구                   | 두왕로244번길                        | 신정동                            |                               |
| 공원마을앞                                              | 남구                   | 두왕로260번길                        | 신정동                            |                               |
| 울산박물관 신일중학교 울산여자상업고등학교 울산도시공사 | 남구                   |                                      | 신정동                            |                               |
| (여천천지하차도)                                        | 남구                   | 대공원로 두왕로322번길 두왕로324번길 | 신정동                            |                               |
| 공업탑로터리                                            | 남구                   | 문수로 삼산로 수암로                 | 신정동                            |                               |
| 신정2동 행정복지센터입구                                | 남구                   | 봉월로27번길 봉월로28번길            | 신정동                            |                               |
| 봉월사거리                                              | 남구                   | 돋질로 동산로                        | 신정동                            |                               |
| 은월사거리                                              | 남구                   | 웅상대로 봉월로89번길                | 신정동                            |                               |
| 남부경찰서교통센터                                      | 남구                   | 봉월로101번길 봉월로102번길          | 신정동                            |                               |
| 팔등로입구                                              | 남구                   | 팔등로 거마로117번길                 | 신정동                            |                               |
| 상수도사업본부앞                                        | 남구                   | 봉월로137번길 남산로314번길          | 신정동                            |                               |
| 태화병원앞                                              | 남구                   | 봉월로151번길 봉월로152번길          | 신정동                            |                               |
| 이휴정입구                                              | 남구                   | 봉월로164번길 남산로338번길          | 신정동                            |                               |
| 태화로터리                                              | 남구                   | 강남로 남산로 중앙로                 | 신정동                            |                               |
| 태화교                                                  | 남구                   |                                      | 신정동                            |                               |
|                                                         | 중구                   | 우정동                               |                                   |                               |
| 태화루사거리                                            | 중구                   | 우정동                               | 강북로 태화로                     |                               |
| 리버스위트앞                                            | 중구                   | 우정동                               | 당산5길                           |                               |
| 선경2차아파트앞                                         | 중구                   | 우정동                               | 유곡로 장춘로                     |                               |
| 선경1차아파트앞                                         | 중구                   | 우정동                               | 우암2길                           |                               |
| 우정초등학교앞                                          | 중구                   | 우정동                               | 우정3길                           |                               |
| 향교앞                                                  | 중구                   | 우정동                               | 옹수골길 우정길                   |                               |
| 향교앞                                                  | 중구                   | 중앙동                               | 옹수골길 우정길                   |                               |
| 울산향교                                                | 중구                   |                                      |                                   |                               |
| 교동아파트앞                                            | 중구                   | 초은길                               |                                   |                               |
| 북정 교차로                                             | 중구                   | 북부순환도로 성안로 동헌서길         |                                   |                               |
| 북정 교차로                                             | 중구                   | 북부순환도로 성안로 동헌서길         | 성안동                            |                               |
| 북정삼거리                                              | 중구                   | 옥교동길                             |                                   |                               |
| 손골교                                                  | 중구                   |                                      | 복산동                            |                               |
| 복산삼거리                                              | 중구                   | 복산1동길                            | 복산동                            |                               |
| 복산1동 행정복지센터                                    | 중구                   |                                      | 복산동                            |                               |
| 도화삼거리                                              | 중구                   | 계변로                               | 복산동                            |                               |
| 중구청 교차로 (중구청지하차도)                          | 중구                   | 화합로                               | 복산동                            |                               |
| 삼환아파트앞                                            | 중구                   | 평산로                               | 약사동                            |                               |
| 울산혜인학교                                            | 중구                   |                                      | 약사동                            |                               |
| 큰밭골 교차로                                           | 중구                   | 곽남길                               | 약사동                            |                               |
| 큰밭골 교차로                                           | 중구                   | 곽남길                               | 병영동                            |                               |
| 서동로타리                                              | 중구                   | 동천서로 달빛로                      |                                   |                               |
| 삼일초등학교앞                                          | 중구                   | 동천4길                              |                                   |                               |
| 서동사거리                                              | 중구                   | 병영로 동천2길                       |                                   |                               |
| 한국폴리텍Ⅶ대학                                         | 중구                   | 산전길 동천1길                       |                                   |                               |
| 삼일교                                                  | 중구                   |                                      |                                   |                               |
|                                                         | 북구                   | 송정동                               |                                   |                               |
| 진장사거리                                              | 북구                   | 송정동                               | 안기번득길 진장유통로             |                               |
| 진장사거리                                              | 북구                   | 효문동                               | 안기번득길 진장유통로             |                               |
| 상방교                                                  | 북구                   |                                      |                                   |                               |
| 상방사거리                                              | 북구                   | 산업로                               |                                   |                               |
| 북구청남문                                              | 북구                   |                                      |                                   |                               |
| 상방광장                                                | 북구                   | 상방로 효암로                        |                                   |                               |
| 연암버스종점                                            | 북구                   |                                      |                                   |                               |
| 연암IC 교차로                                           | 북구                   | 오토밸리로                           |                                   |                               |
| 연암배면 교차로                                         | 북구                   | 무룡1로                              |                                   |                               |
| 상연암입구                                              | 북구                   | 상연암길                             |                                   |                               |
| 연암 교차로 (무룡고개입구)                              | 북구                   | 무룡로                               |                                   |                               |
| 상연암교                                                | 북구                   |                                      |                                   |                               |
| 무룡터널                                                | 북구                   |                                      | 상행 연장 999m 하행 연장 990m     |                               |
| 무룡터널                                                | 북구                   | 강동동                               | 상행 연장 999m 하행 연장 990m     |                               |
| 구남 교차로                                             | 북구                   | 무룡로                               | 상행 진입 불가 하행 진출 불가     |                               |
| 정명교                                                  | 북구                   |                                      |                                   |                               |
| 무룡 나들목                                             | 북구                   | 미포산업로                           |                                   |                               |
| 신현 교차로                                             | 북구                   | 무룡로                               | 상행 진입 불가 하행 진출 불가     |                               |
| 무룡1교                                                 | 북구                   |                                      |                                   |                               |
| 무룡 교차로                                             | 북구                   | 달곡1길                              | 상행 진출 불가 하행 진입 불가     |                               |
| 무룡2교                                                 | 북구                   |                                      |                                   |                               |
| 산하 교차로 (산하IC교)                                  | 북구                   | 산음1길                              |                                   |                               |
| 상신명교                                                | 북구                   |                                      |                                   |                               |
| 신명 교차로 (신명IC교)                                  | 북구                   | 동해안로                             |                                   |                               |
| 지경 교차로 (지경교)                                    | 북구                   | 지경길                               |                                   |                               |

### 경상북도

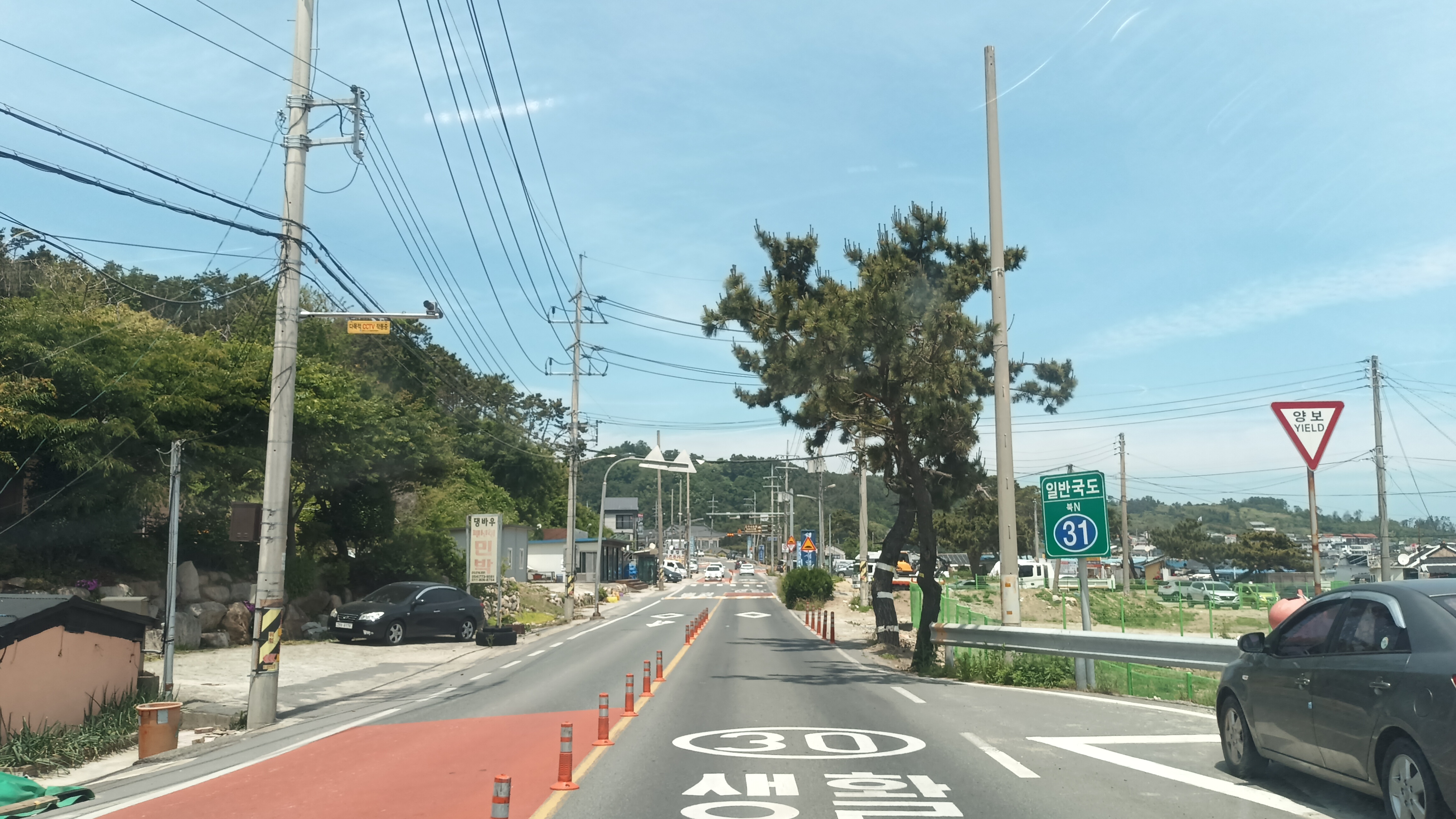
경주시 문무대왕면의 국도 제31호선

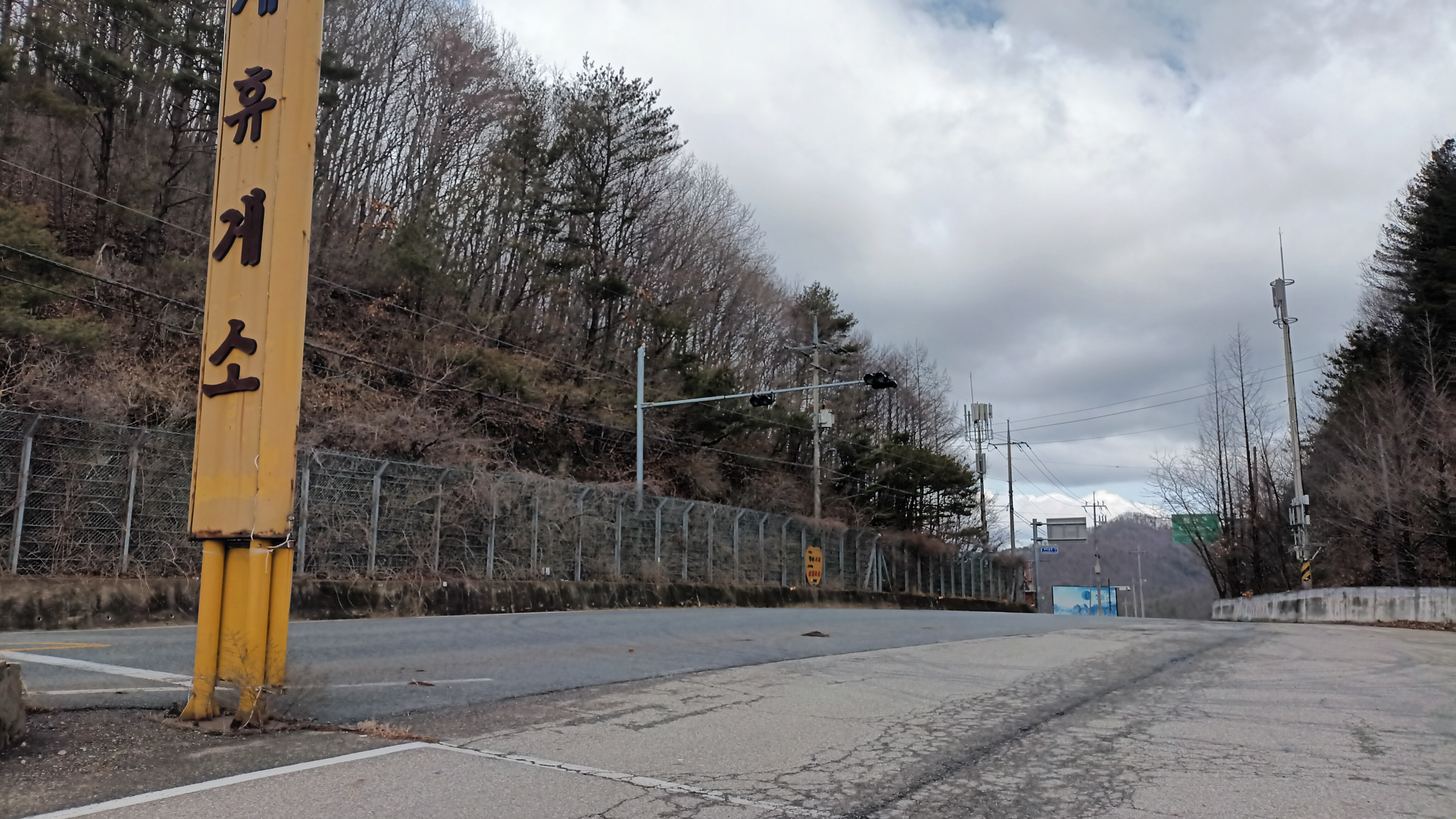
꼭두방재 정상, 청송군 방향

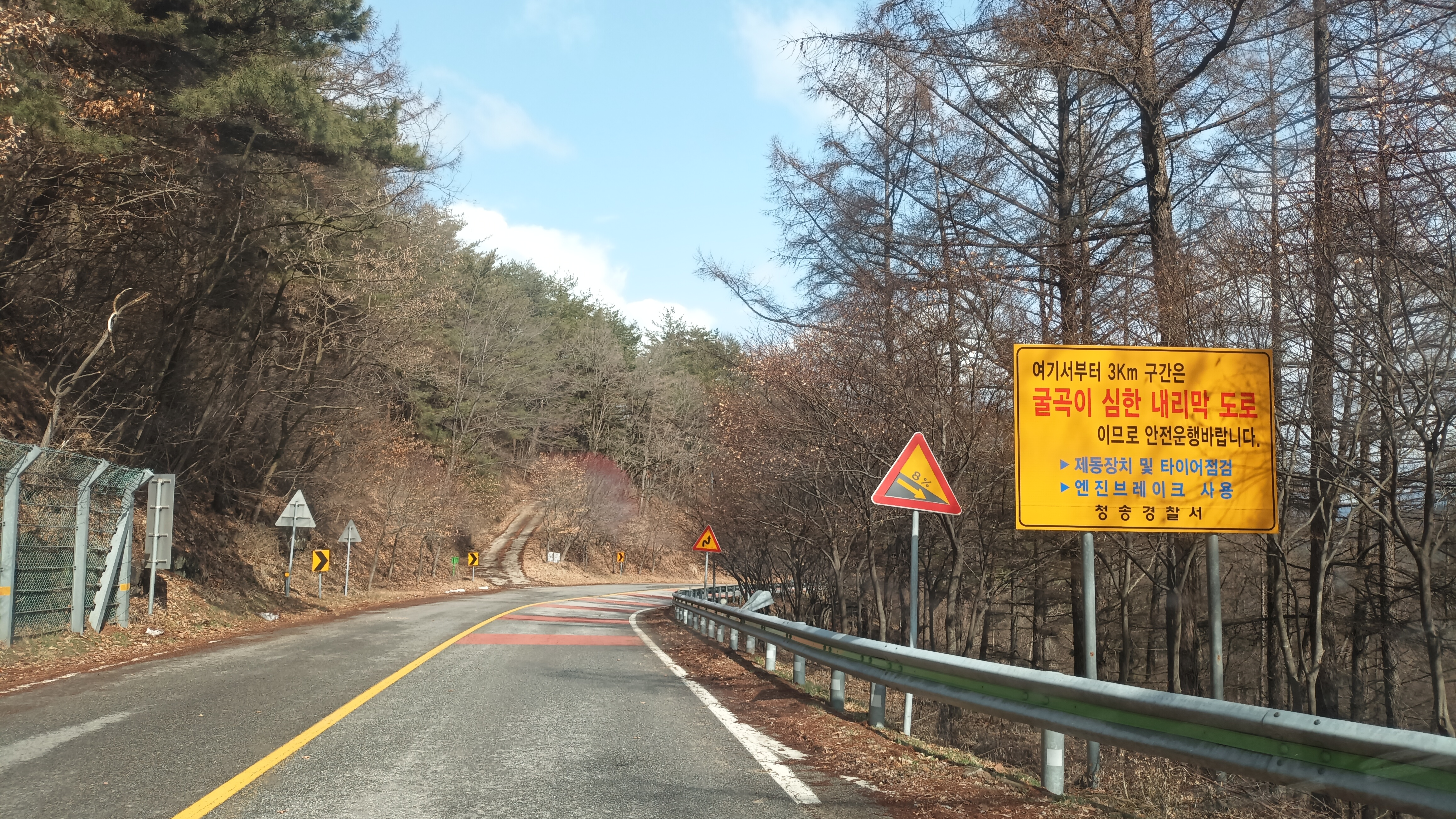
삼자현, 청송군 부남면 방향 내리막길. 이 길은 과거 국도 제31호선이 삼자현고개를 넘어가던 길이었으나 현재는 삼자현터널이 개통되었다.

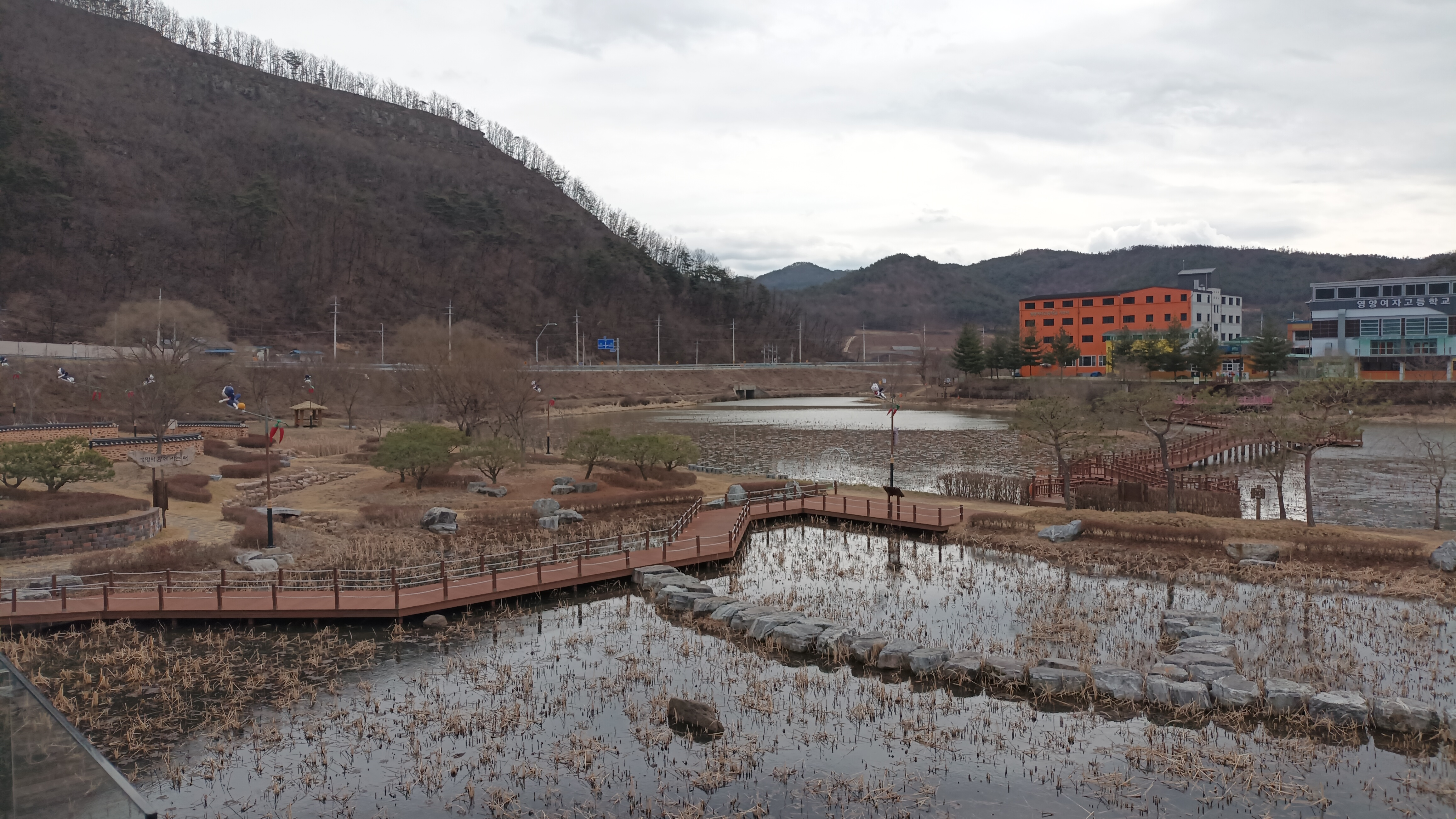
영양군 영양읍 삼지리 구하도를 지나는 국도 제31호선

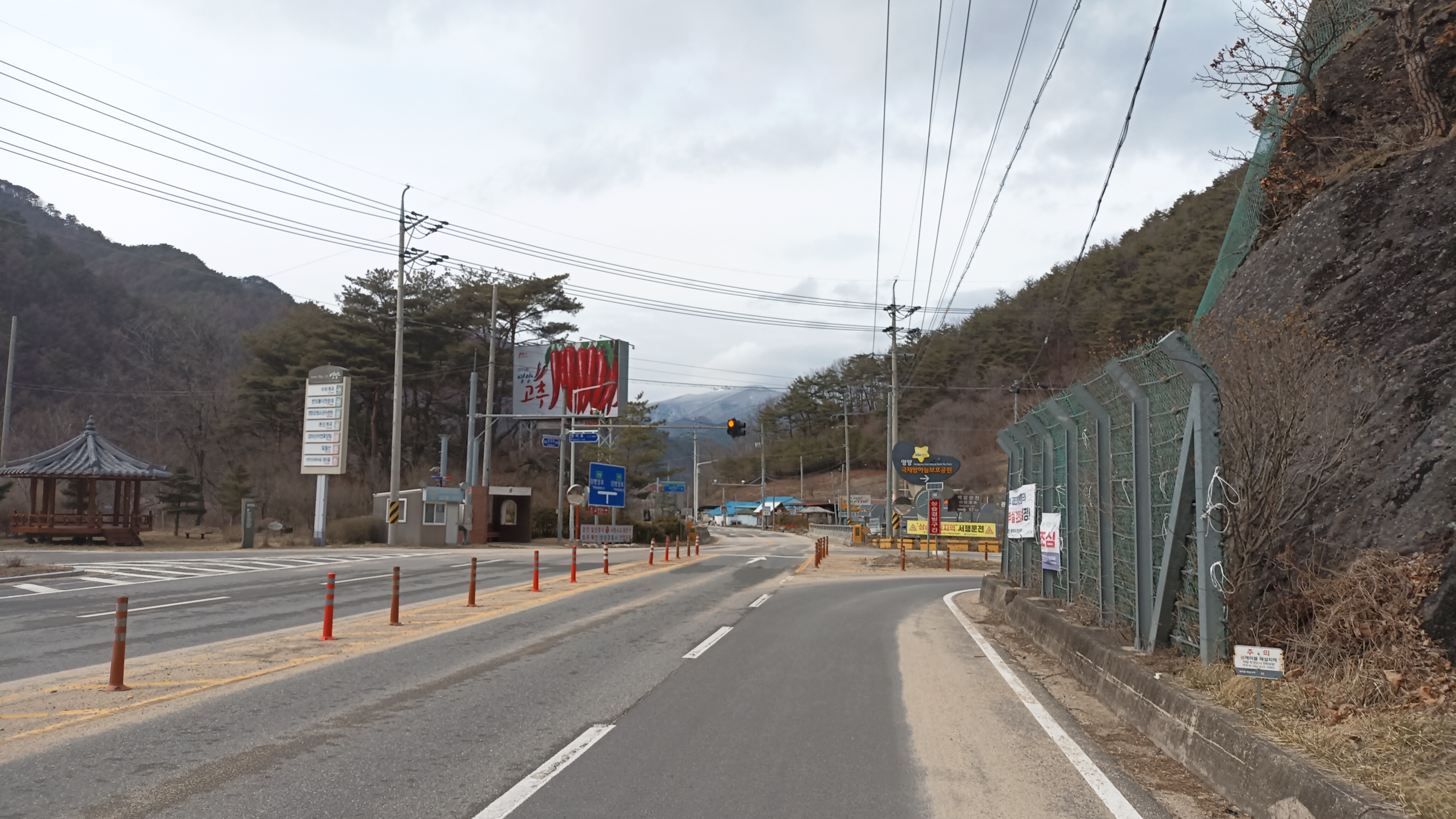
국도 제31호선과 국도 제88호선영양군 일월면 문암리 문암삼거리

| 이름                                         | 접속 노선                                                    | 소재지                                                       | 소재지                                                           | 비고                                                             |
| -------------------------------------------- | ------------------------------------------------------------ | ------------------------------------------------------------ | ---------------------------------------------------------------- | ---------------------------------------------------------------- |
| 관성1교                                      |                                                              | 경주시                                                       | 양남면                                                           |                                                                  |
| 양남사거리                                   | 지방도 제904호선 (외남로)                                    | 경주시                                                       | 양남면                                                           |                                                                  |
| 하서삼거리                                   | 해변공원길                                                   | 경주시                                                       | 양남면                                                           |                                                                  |
| 하서교                                       |                                                              | 경주시                                                       | 양남면                                                           |                                                                  |
| 월성스포츠센터                               |                                                              | 경주시                                                       | 양남면                                                           |                                                                  |
| 나산초등학교                                 | 동해안로                                                     | 경주시                                                       | 양남면                                                           |                                                                  |
| 읍천 교차로                                  | 나아1길 나아2길                                              | 경주시                                                       | 양남면                                                           |                                                                  |
| 나아 교차로                                  | 동해안로 나아3길                                             | 경주시                                                       | 양남면                                                           |                                                                  |
| 나산 교차로                                  | 나산상라길                                                   | 경주시                                                       | 양남면                                                           |                                                                  |
| 봉길터널                                     |                                                              | 경주시                                                       | 양남면                                                           | 연장 2430m                                                       |
| 봉길터널                                     | 양북면                                                       | 경주시                                                       |                                                                  | 연장 2430m                                                       |
| 봉길리 교차로                                | 동해안로                                                     | 경주시                                                       |                                                                  |                                                                  |
| 대종교                                       |                                                              | 경주시                                                       |                                                                  |                                                                  |
|                                              | 감포읍                                                       | 경주시                                                       |                                                                  |                                                                  |
| 대본삼거리                                   | 지방도 제929호선 (감은로)                                    | 경주시                                                       |                                                                  |                                                                  |
| 감포해양관광단지                             |                                                              | 경주시                                                       |                                                                  |                                                                  |
| 나정 교차로                                  | 국도 제4호선 (토함산로) 동해안로                             | 경주시                                                       | 국도 제4호선과 중복                                              |                                                                  |
| 나정1교                                      |                                                              | 경주시                                                       |                                                                  |                                                                  |
| 전촌1 교차로 (나정2교)                       | 경감로                                                       | 경주시                                                       | 상행 진입 불가 하행 진출 불가                                    |                                                                  |
| 전촌교 전동교                                |                                                              | 경주시                                                       |                                                                  |                                                                  |
| 전촌2 교차로                                 | 전촌호동길                                                   | 경주시                                                       |                                                                  |                                                                  |
| 덕곡교                                       |                                                              | 경주시                                                       |                                                                  |                                                                  |
| (생태통로) (생태통로)                        |                                                              | 경주시                                                       |                                                                  |                                                                  |
| 오류교                                       |                                                              | 경주시                                                       |                                                                  |                                                                  |
| 오류 교차로                                  | 동해안로 감포로                                              | 경주시                                                       |                                                                  |                                                                  |
| 양포교                                       |                                                              | 포항시                                                       | 남구 장기면                                                      |                                                                  |
| 양포삼거리                                   | 지방도 제929호선 (장기로)                                    | 포항시                                                       | 남구 장기면                                                      |                                                                  |
| 금곡교 대진교 장기초등학교 모포분교          |                                                              | 포항시                                                       | 남구 장기면                                                      |                                                                  |
| (이름 없음)                                  | 정동길                                                       | 포항시                                                       | 남구 구룡포읍                                                    |                                                                  |
| 구평교                                       |                                                              | 포항시                                                       | 남구 구룡포읍                                                    |                                                                  |
| 하정삼거리                                   | 하정로                                                       | 포항시                                                       | 남구 구룡포읍                                                    |                                                                  |
| 병포1육교                                    | 지방도 제929호선 (호미로)                                    | 포항시                                                       | 남구 구룡포읍                                                    |                                                                  |
| 상정 교차로                                  | 상정길                                                       | 포항시                                                       | 남구 동해면                                                      |                                                                  |
| (이름 없음)                                  | 일월로                                                       | 포항시                                                       | 남구 동해면                                                      |                                                                  |
| 동해 교차로                                  | 동해안로                                                     | 포항시                                                       | 남구 동해면                                                      |                                                                  |
| 금광 교차로                                  | 금광로                                                       | 포항시                                                       | 남구 동해면                                                      |                                                                  |
| 세계 교차로                                  | 지방도 제929호선 (장기로)                                    | 포항시                                                       | 남구 오천읍                                                      |                                                                  |
| 오천 교차로                                  | 정몽주로294번길                                              | 포항시                                                       | 남구 오천읍                                                      | 국도 제14호선과 연결                                             |
| 용산교                                       |                                                              | 포항시                                                       | 남구 오천읍                                                      |                                                                  |
| 남포항 나들목                                | 65호선 동해고속도로 문덕서로                                 | 포항시                                                       | 남구 오천읍                                                      |                                                                  |
| 대송 교차로                                  | 철강산단로                                                   | 포항시                                                       | 남구 대송면                                                      |                                                                  |
| 우복 교차로                                  | 국도 제20호선 (건포산업로)                                   | 포항시                                                       | 남구 연일읍                                                      |                                                                  |
| 인주 교차로                                  | 연일로                                                       | 포항시                                                       | 남구 연일읍                                                      |                                                                  |
| 형산 교차로                                  | 형산강남로                                                   | 포항시                                                       | 남구 연일읍                                                      |                                                                  |
| 유강대교                                     |                                                              | 포항시                                                       | 남구 연일읍                                                      |                                                                  |
| 유강 교차로                                  | 국도 제7호선 (새천년대로)                                    | 포항시                                                       | 남구 연일읍                                                      |                                                                  |
| 자명 교차로                                  | 자명로                                                       | 포항시                                                       | 남구 연일읍                                                      |                                                                  |
| 원재교                                       |                                                              | 포항시                                                       | 남구 연일읍                                                      |                                                                  |
| 포항 나들목                                  | 20호선 새만금포항고속도로 희망대로                           | 포항시                                                       | 남구 연일읍                                                      |                                                                  |
| 포항 나들목                                  | 20호선 새만금포항고속도로 희망대로                           | 포항시                                                       | 북구 흥해읍                                                      |                                                                  |
| (터널 명칭 미상)                             |                                                              | 포항시                                                       | 연장 약 90m                                                      |                                                                  |
| 연화 교차로                                  | 영일만대로 새마을로                                          | 포항시                                                       |                                                                  |                                                                  |
| 대련삼거리                                   | 달전로                                                       | 포항시                                                       |                                                                  |                                                                  |
| 대련 나들목                                  | 국도 제28호선 (동해대로)                                     | 포항시                                                       |                                                                  |                                                                  |
| 학전 나들목 (학전 교차로)                    | 20호선 새만금포항고속도로                                    | 포항시                                                       | 남구 연일읍                                                      |                                                                  |
| 송학 교차로                                  | 새마을로                                                     | 포항시                                                       | 남구 연일읍                                                      |                                                                  |
| 국곡 교차로                                  | 새마을로754번길                                              | 포항시                                                       | 남구 연일읍                                                      |                                                                  |
| 달전고                                       |                                                              | 포항시                                                       | 남구 연일읍                                                      |                                                                  |
| 달전 교차로                                  | 새마을로                                                     | 포항시                                                       | 남구 연일읍                                                      |                                                                  |
| 다산 교차로                                  | 새마을로 안계길                                              | 경주시                                                       | 강동면                                                           |                                                                  |
| 다산교                                       |                                                              | 경주시                                                       | 강동면                                                           |                                                                  |
| 단구 교차로                                  |                                                              | 경주시                                                       | 강동면                                                           |                                                                  |
| 앞실천교 벽계천교                            |                                                              | 경주시                                                       | 강동면                                                           |                                                                  |
| 단구 나들목 (단구IC교)                       | 국가지원지방도 제68호선 (비학로)                             | 경주시                                                       | 강동면                                                           |                                                                  |
| 내단천교                                     |                                                              | 포항시                                                       | 북구 기계면                                                      |                                                                  |
| 내단 교차로                                  | 새마을로 새마을로1344번길                                    | 포항시                                                       | 북구 기계면                                                      |                                                                  |
| 서포항 나들목                                | 20호선 새만금포항고속도로                                    | 포항시                                                       | 북구 기계면                                                      |                                                                  |
| 화대천교                                     | 기계로 화대길                                                | 포항시                                                       | 북구 기계면                                                      | 상행 진입 불가 하행 진출 불가                                    |
| 현내1 교차로                                 | 학야길 기계로57번길                                          | 포항시                                                       | 북구 기계면                                                      |                                                                  |
| 현내2 교차로                                 | 새마을발상지길                                               | 포항시                                                       | 북구 기계면                                                      |                                                                  |
| 현내천교                                     |                                                              | 포항시                                                       | 북구 기계면                                                      |                                                                  |
| 고지 교차로                                  | 기남길                                                       | 포항시                                                       | 북구 기계면                                                      |                                                                  |
| 지가1교                                      |                                                              | 포항시                                                       | 북구 기계면                                                      |                                                                  |
| 지가 교차로                                  | 기계로                                                       | 포항시                                                       | 북구 기계면                                                      |                                                                  |
| 지가3교 지가4교                              |                                                              | 포항시                                                       | 북구 기계면                                                      |                                                                  |
| 인비 교차로                                  | 지방도 제921호선 (기북로) (기남길)                           | 포항시                                                       | 북구 기계면                                                      |                                                                  |
| 구지교                                       |                                                              | 포항시                                                       | 북구 기계면                                                      |                                                                  |
| 한티터널                                     |                                                              | 포항시                                                       | 북구 기계면                                                      | 연장 200m                                                        |
| 한티터널                                     | 북구 죽장면                                                  | 포항시                                                       |                                                                  | 연장 200m                                                        |
| 지동삼거리                                   | 국가지원지방도 제69호선 (포은로)                             | 포항시                                                       | 국가지원지방도 제69호선과 중복                                   |                                                                  |
| 죽장초등학교                                 |                                                              | 포항시                                                       | 국가지원지방도 제69호선과 중복                                   |                                                                  |
| 죽장삼거리                                   | 국가지원지방도 제69호선 (죽장로)                             | 포항시                                                       | 국가지원지방도 제69호선과 중복                                   |                                                                  |
| 입암1교 입암2교                              | 일광길                                                       | 포항시                                                       | 국가지원지방도 제69호선과 중복                                   |                                                                  |
| 합덕교                                       | 합사길                                                       | 포항시                                                       |                                                                  |                                                                  |
| 꼭두방재                                     |                                                              | 포항시                                                       |                                                                  |                                                                  |
|                                              | 청송군                                                       | 현동면                                                       |                                                                  |                                                                  |
| 눌인교 거성교                                | 청송군                                                       | 현동면                                                       |                                                                  |                                                                  |
| (도평교 남단)                                | 청송군                                                       | 현동면                                                       | 도평강변길                                                       |                                                                  |
| 도평교                                       | 청송군                                                       | 현동면                                                       |                                                                  |                                                                  |
| 도평삼거리                                   | 청송군                                                       | 현동면                                                       | 국가지원지방도 제68호선 (청송로)                                 | 국가지원지방도 제68호선과 중복                                   |
| 도평초등학교 현동중학교                      | 청송군                                                       | 현동면                                                       |                                                                  | 국가지원지방도 제68호선과 중복                                   |
| 서넘골삼거리                                 | 청송군                                                       | 현동면                                                       | 지방도 제908호선 (안현로)                                        | 국가지원지방도 제68호선과 중복 지방도 제908호선과 중복           |
| 현동 교차로                                  | 청송군                                                       | 현동면                                                       | 청송로                                                           | 국가지원지방도 제68호선과 중복 지방도 제908호선과 중복           |
| 삼자현1터널                                  | 청송군                                                       | 현동면                                                       |                                                                  | 국가지원지방도 제68호선과 중복 지방도 제908호선과 중복 연장 874m |
| 삼자현1터널                                  | 청송군                                                       | 부남면                                                       |                                                                  | 국가지원지방도 제68호선과 중복 지방도 제908호선과 중복 연장 874m |
| 삼자현2터널                                  | 청송군                                                       |                                                              | 국가지원지방도 제68호선과 중복 지방도 제908호선과 중복 연장 319m |                                                                  |
| 삼자현교                                     | 청송군                                                       |                                                              | 국가지원지방도 제68호선과 중복 지방도 제908호선과 중복           |                                                                  |
| 휴양림 교차로                                | 청송군                                                       | 청송로                                                       | 국가지원지방도 제68호선과 중복 지방도 제908호선과 중복           |                                                                  |
| 대전 교차로                                  | 청송군                                                       | 국가지원지방도 제68호선 (대전로) 지방도 제930호선 (백석탄로) | 국가지원지방도 제68호선과 중복 지방도 제908호선과 중복           |                                                                  |
| 감연 교차로                                  | 청송군                                                       | 대전로 감연길                                                | 지방도 제908호선과 중복                                          |                                                                  |
| 상평삼거리                                   | 청송군                                                       | 지방도 제908호선 (부동로)                                    | 지방도 제908호선과 중복                                          | 부동면                                                           |
| 청운초등학교 (폐교)                          | 청송군                                                       |                                                              | 청송읍                                                           |                                                                  |
| 일두 교차로                                  | 청송군                                                       | 청송로                                                       | 청송읍                                                           |                                                                  |
| 용전교                                       | 청송군                                                       |                                                              | 청송읍                                                           |                                                                  |
| 송생 교차로                                  | 청송군                                                       | 지방도 제914호선 (주왕산로)                                  | 청송읍                                                           |                                                                  |
| 청운2터널                                    | 청송군                                                       |                                                              | 청송읍                                                           | 연장 161m                                                        |
| 청운2교                                      | 청송군                                                       |                                                              | 청송읍                                                           |                                                                  |
| 청운1터널                                    | 청송군                                                       |                                                              | 청송읍                                                           | 연장 520m                                                        |
| 청운2 교차로                                 | 청송군                                                       |                                                              | 청송읍                                                           |                                                                  |
| 청운1교                                      | 청송군                                                       |                                                              | 청송읍                                                           |                                                                  |
| 청운1 교차로                                 | 청송군                                                       | 지방도 제914호선 (청송로) 금신로                             | 청송읍                                                           |                                                                  |
| 금곡 교차로 (금곡육교)                       | 청송군                                                       | 지방도 제914호선 (금월로)                                    | 청송읍                                                           | 상행 진입 불가 하행 진출 불가                                    |
| 청송터널                                     | 청송군                                                       |                                                              | 청송읍                                                           | 연장 606m                                                        |
| 보광교                                       | 청송군                                                       |                                                              | 청송읍                                                           |                                                                  |
| 청송 교차로 (청송육교)                       | 청송군                                                       | 지방도 제914호선 (길안청송로)                                | 청송읍                                                           |                                                                  |
| 청송1교                                      | 청송군                                                       |                                                              | 청송읍                                                           |                                                                  |
|                                              | 청송군                                                       | 파천면                                                       |                                                                  |                                                                  |
| 청송1교 북단                                 | 청송군                                                       | 중앙로                                                       | 상행 진출 불가 하행 진입 불가                                    |                                                                  |
| 양지 교차로                                  | 청송군                                                       | 안파로                                                       |                                                                  |                                                                  |
| 청송 나들목                                  | 청송군                                                       | 30호선 서산영덕고속도로                                      |                                                                  |                                                                  |
| 파천면사무소 송강교 송강초등학교 (폐교)      | 청송군                                                       |                                                              |                                                                  |                                                                  |
| 진안사거리                                   | 청송군                                                       | 국도 제34호선 (경동로) 진안로                                | 진보면                                                           | 국도 제34호선과 중복                                             |
| 각산사머리                                   | 청송군                                                       | 진보로                                                       | 진보면                                                           | 국도 제34호선과 중복                                             |
| 월전삼거리                                   | 청송군                                                       | 국도 제34호선 (경동로)                                       | 진보면                                                           | 국도 제34호선과 중복                                             |
| 월전교                                       | 청송군                                                       |                                                              | 진보면                                                           |                                                                  |
| 흥구교                                       |                                                              | 영양군                                                       | 입암면                                                           |                                                                  |
| (흥구)                                       | 지방도 제911호선 (석보로) 흥구길                             | 영양군                                                       | 입암면                                                           | 지방도 제911호선과 중복                                          |
| 입암초등학교 방전분교(폐교) 노달교 고구령재  |                                                              | 영양군                                                       | 입암면                                                           | 지방도 제911호선과 중복                                          |
| 산해 교차로                                  | 마령산해로                                                   | 영양군                                                       | 입암면                                                           | 지방도 제911호선과 중복                                          |
| 청암1교                                      |                                                              | 영양군                                                       | 입암면                                                           | 지방도 제911호선과 중복                                          |
| 청암 교차로                                  | 지방도 제911호선 (청기로)                                    | 영양군                                                       | 입암면                                                           | 지방도 제911호선과 중복                                          |
| 신구 교차로                                  | 입암로                                                       | 영양군                                                       | 입암면                                                           |                                                                  |
| 영양고추홍보전시관 입암교 영양산촌생활박물관 |                                                              | 영양군                                                       | 입암면                                                           |                                                                  |
| 감천1교 감천2교                              |                                                              | 영양군                                                       | 영양읍                                                           |                                                                  |
| 현리1교                                      | 중앙로                                                       | 영양군                                                       | 영양읍                                                           |                                                                  |
| 현리2교                                      |                                                              | 영양군                                                       | 영양읍                                                           |                                                                  |
| 삼지교                                       | 지방도 제918호선 (영양창수로)                                | 영양군                                                       | 영양읍                                                           |                                                                  |
| 동부리                                       | 지방도 제918호선 (중앙로)                                    | 영양군                                                       | 영양읍                                                           | 지방도 제918호선과 중복 상행 진출 불가 하행 진입 불가            |
| 일월삼거리                                   | 지방도 제918호선 (재일로)                                    | 영양군                                                       | 일월면                                                           | 지방도 제918호선과 중복                                          |
| 일월교 일월초등학교 일월면사무소             |                                                              | 영양군                                                       | 일월면                                                           |                                                                  |
| 섬촌교                                       | 섬촌길                                                       | 영양군                                                       | 일월면                                                           |                                                                  |
| 덕봉교                                       | 가천로                                                       | 영양군                                                       | 일월면                                                           |                                                                  |
| 칠성교 칠성2교 칠성3교 와구교                |                                                              | 영양군                                                       | 일월면                                                           |                                                                  |
| 문암삼거리                                   | 국도 제88호선 (한티로)                                       | 영양군                                                       | 일월면                                                           | 국가지원지방도 제88호선과 중복                                   |
| 문상교                                       |                                                              | 영양군                                                       | 일월면                                                           | 국가지원지방도 제88호선과 중복                                   |
| 용화교                                       | 절구길                                                       | 영양군                                                       | 일월면                                                           | 국가지원지방도 제88호선과 중복                                   |
| 일월산자생화공원                             |                                                              | 영양군                                                       | 일월면                                                           | 국가지원지방도 제88호선과 중복                                   |
| 영양터널                                     |                                                              | 영양군                                                       | 일월면                                                           | 국가지원지방도 제88호선과 중복 연장 600m                         |
| 영양터널                                     | 수비면                                                       | 영양군                                                       |                                                                  | 국가지원지방도 제88호선과 중복 연장 600m                         |
| 회룡천                                       |                                                              | 영양군                                                       | 국가지원지방도 제88호선과 중복                                   |                                                                  |
| 회룡천                                       |                                                              | 봉화군                                                       | 국가지원지방도 제88호선과 중복                                   | 재산면                                                           |
| 봉화터널                                     |                                                              | 봉화군                                                       | 국가지원지방도 제88호선과 중복 연장 782m                         | 재산면                                                           |
| 공이재삼거리                                 | 지방도 제933호선 (재산로)                                    | 봉화군                                                       | 소천면                                                           | 국가지원지방도 제88호선과 중복                                   |
| 임기교                                       |                                                              | 봉화군                                                       | 소천면                                                           | 국가지원지방도 제88호선과 중복                                   |
| 법전1교                                      | 국도 제35호선 국도 제36호선 국가지원지방도 제88호선 (소천로) | 봉화군                                                       | 법전면                                                           | 국도 제35, 36호선과 중복 국가지원지방도 제88호선과 중복          |
| 노루재터널                                   |                                                              | 봉화군                                                       | 법전면                                                           | 국도 제35, 36호선과 중복 연장 1,700m                             |
| 노루재터널                                   | 소천면                                                       | 봉화군                                                       |                                                                  | 국도 제35, 36호선과 중복 연장 1,700m                             |
| 현동 교차로                                  | 국도 제36호선 (소천 ~ 서면간 도로)                           | 봉화군                                                       | 국도 제35, 36호선과 중복                                         |                                                                  |
| 시라리천교                                   |                                                              | 봉화군                                                       | 국도 제35호선과 중복                                             |                                                                  |
| 소천1터널                                    |                                                              | 봉화군                                                       | 국도 제35호선과 중복 상행 연장 259m                              |                                                                  |
| 소천교                                       |                                                              | 봉화군                                                       | 국도 제35호선과 중복                                             |                                                                  |
| 소천2터널                                    |                                                              | 봉화군                                                       | 국도 제35호선과 중복 연장 630m                                   |                                                                  |
| 명산교                                       |                                                              | 봉화군                                                       | 국도 제35호선과 중복                                             |                                                                  |
| 고선 교차로                                  | 청옥로                                                       | 봉화군                                                       | 국도 제35호선과 중복 상행 진출 불가 하행 진입 불가               |                                                                  |
| 황평 교차로                                  | 청옥로                                                       | 봉화군                                                       | 국도 제35호선과 중복                                             |                                                                  |
| 홍재교                                       |                                                              | 봉화군                                                       | 국도 제35호선과 중복                                             |                                                                  |
| 황평터널                                     |                                                              | 봉화군                                                       | 국도 제35호선과 중복 연장 479m                                   |                                                                  |
| 백병1교 백병2교                              |                                                              | 봉화군                                                       | 국도 제35호선과 중복                                             |                                                                  |
| 백병 교차로                                  | 청옥로                                                       | 봉화군                                                       | 국도 제35호선과 중복 상행 진출 불가 하행 진입 불가               |                                                                  |
| 다솔1교 고선1교 고선2교 고선3교              |                                                              | 봉화군                                                       | 국도 제35호선과 중복                                             |                                                                  |
| 고선터널                                     |                                                              | 봉화군                                                       | 국도 제35호선과 중복 연장 354m                                   |                                                                  |
| 고선4교                                      |                                                              | 봉화군                                                       | 국도 제35호선과 중복                                             |                                                                  |
| 넛재 교차로 (넛재교)                         | 청옥로                                                       | 봉화군                                                       | 국도 제35호선과 중복 상행 진입 불가 하행 진출 불가               |                                                                  |
| 넛재터널                                     |                                                              | 봉화군                                                       | 국도 제35호선과 중복 연장 2,405m                                 |                                                                  |
| 넛재터널                                     | 석포면                                                       | 봉화군                                                       | 국도 제35호선과 중복 연장 2,405m                                 |                                                                  |
| 청옥교 청옥1교                               |                                                              | 봉화군                                                       | 국도 제35호선과 중복                                             |                                                                  |
| (졸음쉼터)                                   |                                                              | 봉화군                                                       | 국도 제35호선과 중복                                             |                                                                  |
| 대현1교                                      |                                                              | 봉화군                                                       | 국도 제35호선과 중복                                             |                                                                  |
| 대현 교차로                                  | 청옥로                                                       | 봉화군                                                       | 국도 제35호선과 중복                                             |                                                                  |
| 대현2교                                      |                                                              | 봉화군                                                       | 국도 제35호선과 중복                                             |                                                                  |
| 대현터널                                     |                                                              | 봉화군                                                       | 국도 제35호선과 중복 연장 1,469m                                 |                                                                  |
| 평천교                                       |                                                              | 봉화군                                                       | 국도 제35호선과 중복                                             |                                                                  |
| 연화터널                                     |                                                              | 봉화군                                                       | 국도 제35호선과 중복 연장 1,596m                                 |                                                                  |

### 강원특별자치도

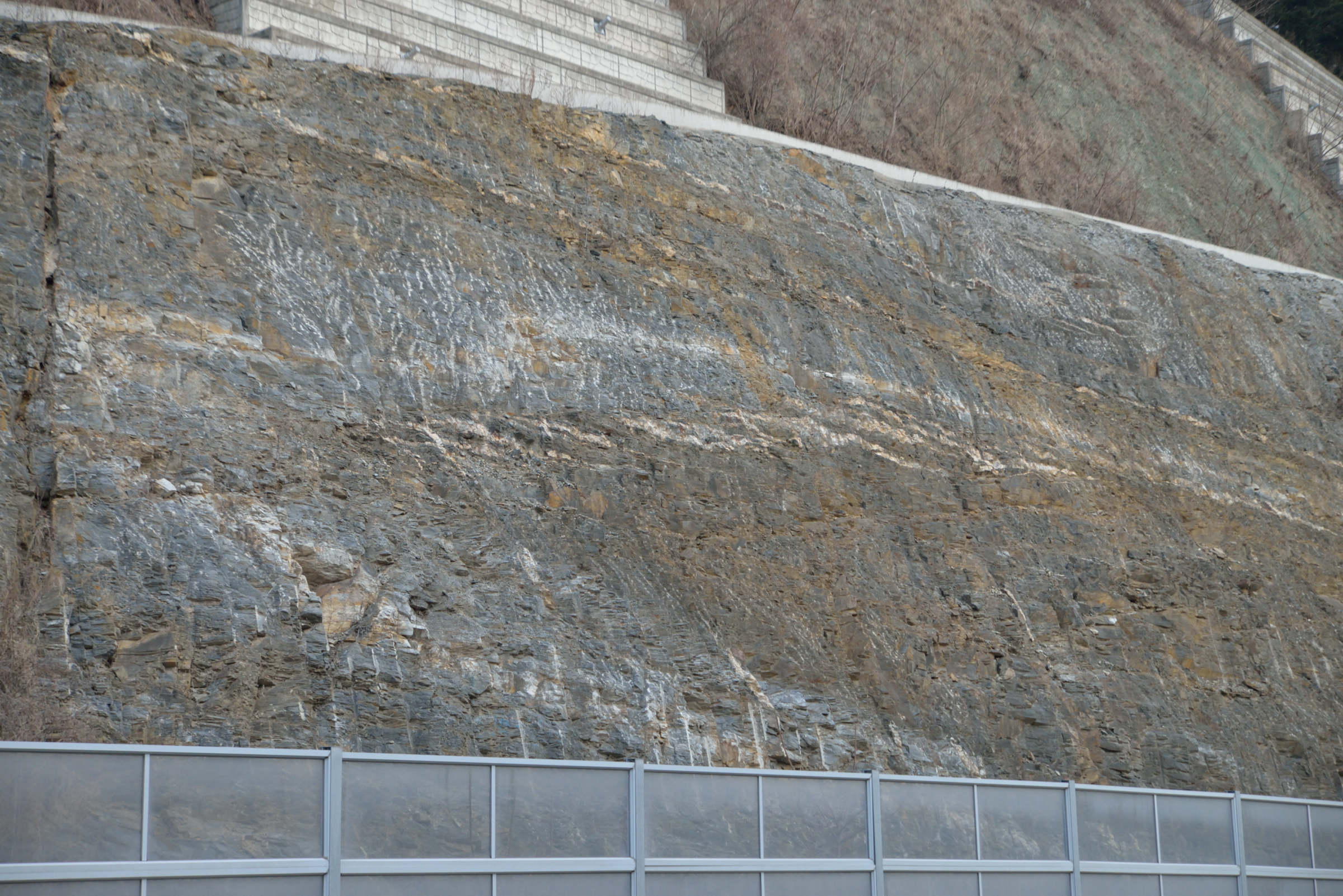
평창군 방림면 뱃재터널 북측의 국도 제31호선 도로변에 드러난 조선 누층군 정선 석회암층과 횡와습곡의 모습

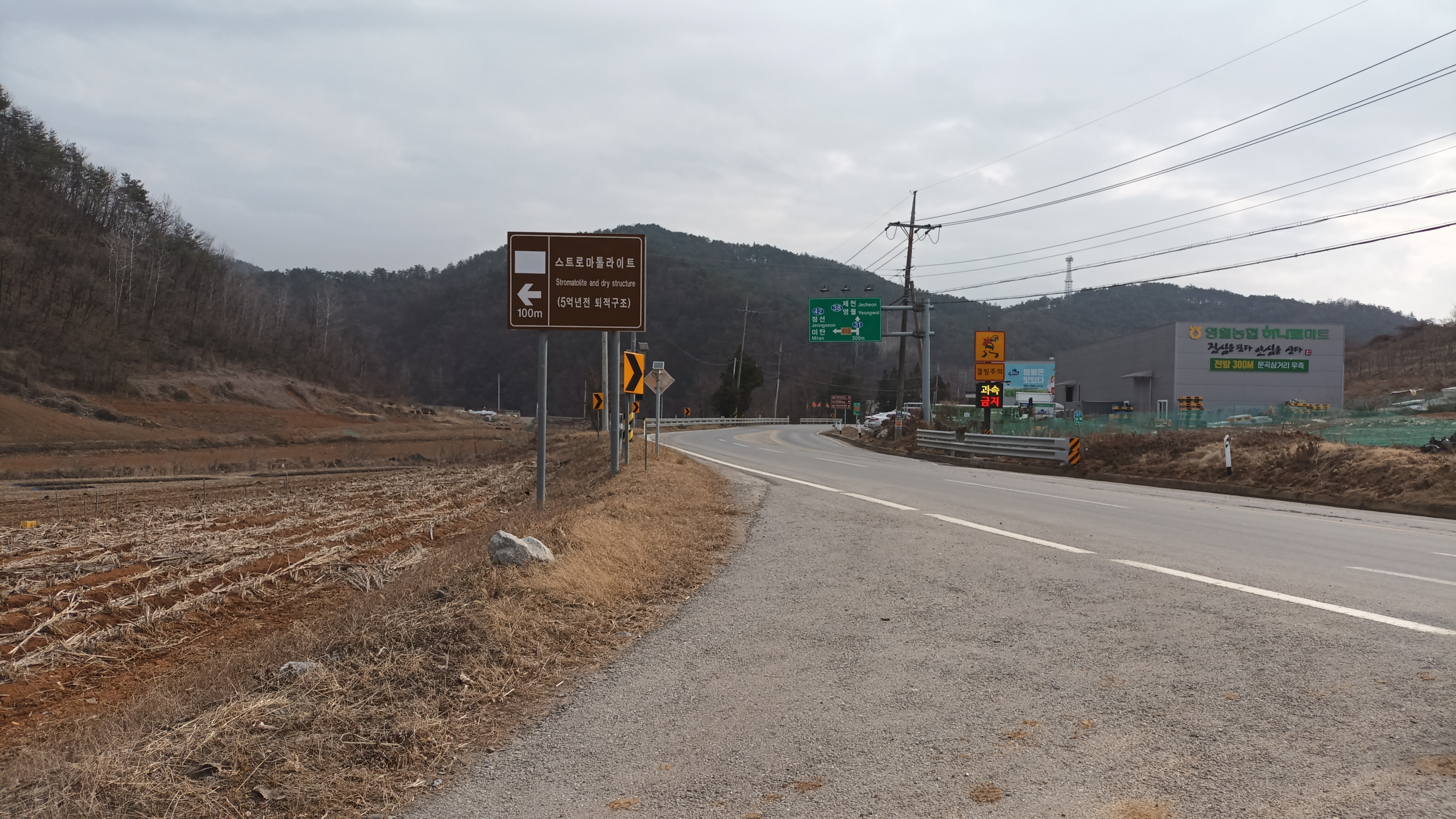
영월군 북면 문곡리 국도 제31호선 도로변의 영월 문곡리 건열구조 및 스트로마톨라이트 표지판

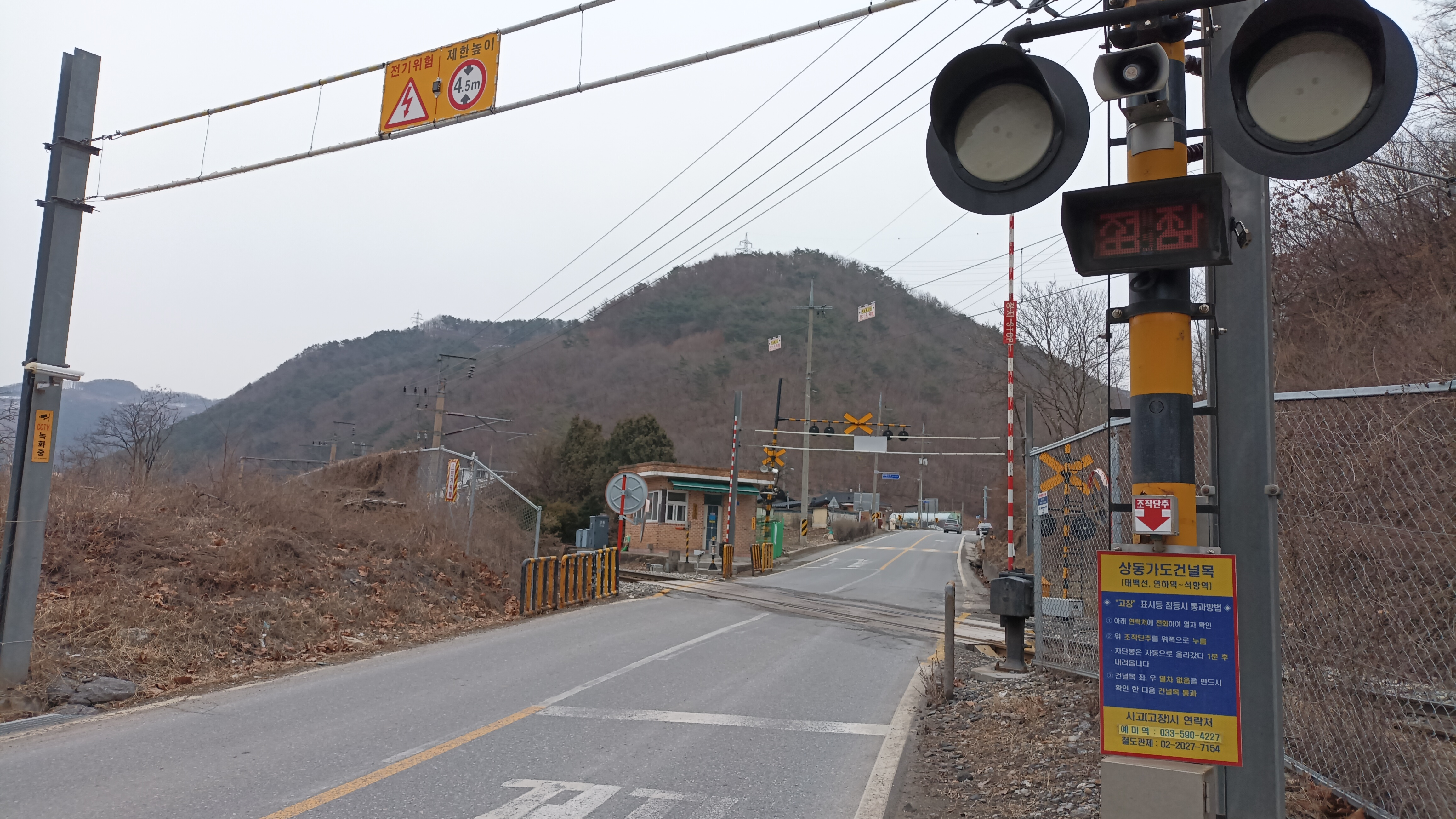
태백선 석항역 부근 국도 제31호선이 태백선과 교차하는 상동가도건널목

| 이름                                                                                      | 접속 노선                                                      | 소재지                                                         | 소재지                                                        | 비고                                                          |
| ----------------------------------------------------------------------------------------- | -------------------------------------------------------------- | -------------------------------------------------------------- | ------------------------------------------------------------- | ------------------------------------------------------------- |
| 연화터널                                                                                  |                                                                | 태백시                                                         | 구문소동                                                      | 국도 제35호선과 중복 연장 1,596m                              |
| 태백교                                                                                    |                                                                | 태백시                                                         | 구문소동                                                      | 국도 제35호선과 중복                                          |
| 태백터널                                                                                  |                                                                | 태백시                                                         | 구문소동                                                      | 국도 제35호선과 중복 연장 546m                                |
| 태백 교차로                                                                               | 태백로                                                         | 태백시                                                         | 구문소동                                                      | 국도 제35호선과 중복                                          |
| 신태백교 문화교                                                                           |                                                                | 태백시                                                         | 구문소동                                                      | 국도 제35호선과 중복                                          |
| 문화교 북단                                                                               | 장성로 메밀들1길                                               | 태백시                                                         | 구문소동                                                      | 국도 제35호선과 중복                                          |
| 장성터널                                                                                  |                                                                | 태백시                                                         | 구문소동                                                      | 국도 제35호선과 중복 연장 450m                                |
| 장성터널                                                                                  | 장성동                                                         | 태백시                                                         |                                                               | 국도 제35호선과 중복 연장 450m                                |
| 태백초등학교                                                                              |                                                                | 태백시                                                         | 국도 제35호선과 중복                                          |                                                               |
| 태백종합경기장 고원체육관                                                                 |                                                                | 태백시                                                         | 국도 제35호선과 중복                                          | 문곡소도동                                                    |
| 상장삼거리                                                                                | 국도 제35호선 (태백로)                                         | 태백시                                                         | 국도 제35호선과 중복                                          | 상장동                                                        |
| 태백시선거관리위원회                                                                      |                                                                | 태백시                                                         |                                                               | 상장동                                                        |
| 함태중학교삼거리                                                                          | 번영로                                                         | 태백시                                                         |                                                               | 상장동                                                        |
| 태백산국립공원사무소                                                                      |                                                                | 태백시                                                         | 문곡소도동                                                    |                                                               |
| 문곡소도동 행정복지센터                                                                   | 천제단길                                                       | 태백시                                                         | 문곡소도동                                                    |                                                               |
| 소도교                                                                                    |                                                                | 태백시                                                         | 문곡소도동                                                    |                                                               |
| 백단사입구                                                                                | 백단사길                                                       | 태백시                                                         | 문곡소도동                                                    |                                                               |
| 유일사입구                                                                                |                                                                | 태백시                                                         | 문곡소도동                                                    |                                                               |
| 화방재                                                                                    | 지방도 제414호선 (함백산로)                                    | 태백시                                                         | 문곡소도동                                                    |                                                               |
| (생태이동통로)                                                                            |                                                                | 태백시                                                         | 문곡소도동                                                    |                                                               |
| 어평3교 어평2교                                                                           |                                                                | 태백시                                                         | 문곡소도동                                                    |                                                               |
| 천평교                                                                                    |                                                                | 태백시                                                         | 문곡소도동                                                    |                                                               |
|                                                                                           | 영월군                                                         | 상동읍                                                         |                                                               |                                                               |
| 상동교                                                                                    | 영월군                                                         | 상동읍                                                         |                                                               |                                                               |
| 상동삼거리                                                                                | 영월군                                                         | 상동읍                                                         | 구래로                                                        |                                                               |
| 상동읍사무소 칠량교 상동중학교 상동고등학교                                               | 영월군                                                         | 상동읍                                                         |                                                               |                                                               |
| 봉우재삼거리                                                                              | 영월군                                                         | 상동읍                                                         | 선바위길                                                      |                                                               |
| 내덕교 내덕초등학교(폐교)                                                                 | 영월군                                                         | 상동읍                                                         |                                                               |                                                               |
| 내덕삼거리                                                                                | 영월군                                                         | 상동읍                                                         | 덕구로                                                        |                                                               |
| 내덕 교차로                                                                               | 영월군                                                         | 상동읍                                                         | 섬지골길                                                      |                                                               |
| 시루교                                                                                    | 영월군                                                         |                                                                | 산솔면                                                        |                                                               |
| 직동삼거리                                                                                | 영월군                                                         | 직동로                                                         | 산솔면                                                        |                                                               |
| 녹전 교차로                                                                               | 영월군                                                         | 태백산로                                                       | 산솔면                                                        |                                                               |
| 녹전1교                                                                                   | 영월군                                                         |                                                                | 산솔면                                                        |                                                               |
| 중동 교차로                                                                               | 영월군                                                         | 응고개길                                                       | 산솔면                                                        |                                                               |
| 녹전2교                                                                                   | 영월군                                                         |                                                                | 산솔면                                                        |                                                               |
| 녹전터널                                                                                  | 영월군                                                         |                                                                | 산솔면                                                        | 연장 200m                                                     |
| 이목1교                                                                                   | 영월군                                                         |                                                                | 산솔면                                                        |                                                               |
| 이목터널                                                                                  | 영월군                                                         |                                                                | 산솔면                                                        | 연장 95m                                                      |
| 이목2교                                                                                   | 영월군                                                         |                                                                | 산솔면                                                        |                                                               |
| 이목 교차로                                                                               | 영월군                                                         | 국가지원지방도 제28호선 (태백산로)                             | 산솔면                                                        | 국가지원지방도 제28호선과 중복 상행 진출 불가 하행 진입 불가  |
| 가리내 교차로                                                                             | 영월군                                                         | 태백산로                                                       | 산솔면                                                        | 국가지원지방도 제28호선과 중복                                |
| 수라리터널                                                                                | 영월군                                                         |                                                                | 산솔면                                                        | 국가지원지방도 제28호선과 중복 연장 869m (수라리재 해발 600m) |
| 화원 교차로                                                                               | 영월군                                                         | 태백산로                                                       | 산솔면                                                        | 국가지원지방도 제28호선과 중복                                |
| 상동가도건널목                                                                            | 영월군                                                         | 태백선                                                         | 산솔면                                                        | 국가지원지방도 제28호선과 중복                                |
| 석항삼거리                                                                                | 영월군                                                         | 영월로                                                         | 산솔면                                                        | 국가지원지방도 제28호선과 중복                                |
| 영월초등학교 연상분교                                                                     | 영월군                                                         |                                                                | 산솔면                                                        | 국가지원지방도 제28호선과 중복                                |
| 연상삼거리                                                                                | 영월군                                                         | 영월로                                                         | 산솔면                                                        | 국가지원지방도 제28호선과 중복                                |
| 석항 교차로                                                                               | 영월군                                                         | 국도 제38호선 국도 제59호선 국가지원지방도 제28호선 (강원남로) | 산솔면                                                        | 국도 제38, 59호선과 중복 국가지원지방도 제28호선과 중복       |
| 석항2터널                                                                                 | 영월군                                                         |                                                                | 산솔면                                                        | 국도 제38, 59호선과 중복 상행 연장 404m 하행 연장 325m        |
| 연상교                                                                                    | 영월군                                                         |                                                                | 산솔면                                                        | 국도 제38, 59호선과 중복                                      |
| 석항1터널                                                                                 | 영월군                                                         |                                                                | 산솔면                                                        | 국도 제38, 59호선과 중복 상행 연장 990m 하행 연장 980m        |
| 석항1터널                                                                                 | 영월군                                                         | 영월읍                                                         |                                                               | 국도 제38, 59호선과 중복 상행 연장 990m 하행 연장 980m        |
| 연하대교                                                                                  | 영월군                                                         |                                                                | 국도 제38, 59호선과 중복                                      |                                                               |
| 연하 교차로                                                                               | 영월군                                                         | 영월로                                                         | 국도 제38, 59호선과 중복                                      |                                                               |
| 반송터널                                                                                  | 영월군                                                         |                                                                | 국도 제38, 59호선과 중복 상행 연장 220m 하행 연장 980m        |                                                               |
| 반송교 샛돌교 두평교                                                                      | 영월군                                                         |                                                                | 국도 제38, 59호선과 중복                                      |                                                               |
| 동영월 교차로                                                                             | 영월군                                                         | 국도 제38호선 국도 제59호선 (강원남로) 영월로                  | 국도 제38, 59호선과 중복                                      |                                                               |
| 탄부역                                                                                    | 영월군                                                         |                                                                |                                                               |                                                               |
| (피암터널)                                                                                | 영월군                                                         |                                                                | 연장 약 55m                                                   |                                                               |
| 동강 교차로                                                                               | 영월군                                                         | 동강로                                                         |                                                               |                                                               |
| 어라연입구                                                                                | 영월군                                                         | 동강로                                                         |                                                               |                                                               |
| 영월역 (영월역앞)                                                                         | 영월군                                                         | 덕포시장길                                                     |                                                               |                                                               |
| 덕포사거리                                                                                | 영월군                                                         | 중앙로                                                         |                                                               |                                                               |
| 덕포삼거리                                                                                | 영월군                                                         | 덕포우회길                                                     |                                                               |                                                               |
| 동강대교                                                                                  | 영월군                                                         |                                                                |                                                               |                                                               |
| 영흥사거리                                                                                | 영월군                                                         | 제방안길                                                       |                                                               |                                                               |
| 하송사거리                                                                                | 영월군                                                         | 중앙1로 은행나무길                                             |                                                               |                                                               |
| 군청사거리                                                                                | 영월군                                                         | 하송로                                                         |                                                               |                                                               |
| 영월공설운동장 석정여자중학교 석정여자고등학교 영월국유림관리소 영월기상대 영월교육지원청 | 영월군                                                         |                                                                |                                                               |                                                               |
| 청령포입구                                                                                | 영월군                                                         | 청령포로                                                       |                                                               |                                                               |
| 영월소방서                                                                                | 영월군                                                         |                                                                |                                                               |                                                               |
| 장릉삼거리 (장릉)                                                                         | 영월군                                                         | 단종로                                                         |                                                               |                                                               |
| 소나기재                                                                                  | 영월군                                                         |                                                                | 해발 320m                                                     |                                                               |
| 소나기재                                                                                  | 영월군                                                         | 북면                                                           | 해발 320m                                                     |                                                               |
| 영월곤충박물관 (구 문포초등학교)                                                          | 영월군                                                         |                                                                |                                                               |                                                               |
| 영월삼거리                                                                                | 영월군                                                         | 영월로                                                         |                                                               |                                                               |
| 강구삼거리                                                                                | 영월군                                                         |                                                                |                                                               |                                                               |
| 문곡삼거리                                                                                | 영월군                                                         | 지방도 제415호선 (밤재로)                                      |                                                               |                                                               |
| 영월 문곡리 건열구조 및 스트로마톨라이트 남교 연덕교                                      | 영월군                                                         | 오만동길                                                       |                                                               |                                                               |
| 연덕 교차로                                                                               | 영월군                                                         | 원동재로                                                       |                                                               |                                                               |
| 월전천교                                                                                  | 영월군                                                         |                                                                |                                                               |                                                               |
| 연덕터널                                                                                  | 영월군                                                         |                                                                | 연장 610m                                                     |                                                               |
| 연덕교                                                                                    | 영월군                                                         |                                                                |                                                               |                                                               |
| 원동재 교차로                                                                             | 영월군                                                         | 원동로                                                         |                                                               |                                                               |
| 원동교                                                                                    | 영월군                                                         |                                                                |                                                               |                                                               |
| 원동터널                                                                                  | 영월군                                                         |                                                                | 연장 640m                                                     |                                                               |
| 원동터널                                                                                  |                                                                | 평창군                                                         | 연장 640m                                                     | 평창읍                                                        |
| 고덕1교                                                                                   |                                                                | 평창군                                                         |                                                               | 평창읍                                                        |
| 고덕 교차로                                                                               | 원동재로 아파실길                                              | 평창군                                                         |                                                               | 평창읍                                                        |
| 고덕2교 마지1교 마지2교 마지3교 마지4교                                                   |                                                                | 평창군                                                         |                                                               | 평창읍                                                        |
| 마지 교차로                                                                               | 원동재로                                                       | 평창군                                                         |                                                               | 평창읍                                                        |
| 마지5교 응암1교                                                                           |                                                                | 평창군                                                         |                                                               | 평창읍                                                        |
| 응암터널                                                                                  |                                                                | 평창군                                                         | 연장 258m                                                     | 평창읍                                                        |
| 천동 교차로                                                                               | 천동길                                                         | 평창군                                                         |                                                               | 평창읍                                                        |
| 천동1교                                                                                   |                                                                | 평창군                                                         |                                                               | 평창읍                                                        |
| 유동 교차로                                                                               | 평창강로                                                       | 평창군                                                         |                                                               | 평창읍                                                        |
| 평창4교 종부교                                                                            |                                                                | 평창군                                                         |                                                               | 평창읍                                                        |
| 종부 교차로                                                                               | 종부로 솟개길                                                  | 평창군                                                         |                                                               | 평창읍                                                        |
| 평창5교                                                                                   |                                                                | 평창군                                                         |                                                               | 평창읍                                                        |
| 하리 교차로                                                                               | 국도 제42호선 (서동로) 평창강로                                | 평창군                                                         | 국도 제42호선과 중복                                          | 평창읍                                                        |
| 평창 교차로                                                                               | 평창중앙로 살구실길                                            | 평창군                                                         | 국도 제42호선과 중복                                          | 평창읍                                                        |
| 향동천교                                                                                  |                                                                | 평창군                                                         | 국도 제42호선과 중복                                          | 평창읍                                                        |
| 후평1 교차로                                                                              | 옥고개길                                                       | 평창군                                                         | 국도 제42호선과 중복                                          | 평창읍                                                        |
| 후평2 교차로                                                                              | 서동로 후평길                                                  | 평창군                                                         | 국도 제42호선과 중복                                          | 평창읍                                                        |
| 주진교                                                                                    |                                                                | 평창군                                                         | 국도 제42호선과 중복                                          | 평창읍                                                        |
| 주진 교차로                                                                               | 서동로 농공단지길 상촌1길 하촌길                               | 평창군                                                         | 국도 제42호선과 중복                                          | 평창읍                                                        |
| 주진천교                                                                                  |                                                                | 평창군                                                         | 국도 제42호선과 중복                                          | 평창읍                                                        |
| 주진2 교차로                                                                              | 서동로 찬샘내기2길                                             | 평창군                                                         | 국도 제42호선과 중복                                          | 평창읍                                                        |
| 가마골천교                                                                                |                                                                | 평창군                                                         | 국도 제42호선과 중복                                          | 평창읍                                                        |
| 뱃재터널                                                                                  |                                                                | 평창군                                                         | 국도 제42호선과 중복 연장 1,740m                              | 평창읍                                                        |
| 뱃재터널                                                                                  | 방림면                                                         | 평창군                                                         | 국도 제42호선과 중복 연장 1,740m                              |                                                               |
| 봉화앞천교                                                                                |                                                                | 평창군                                                         | 국도 제42호선과 중복                                          |                                                               |
| 방림 교차로                                                                               | 국도 제42호선 (평창대로)                                       | 평창군                                                         | 국도 제42호선과 중복                                          |                                                               |
| 평창방림농공단지                                                                          |                                                                | 평창군                                                         |                                                               |                                                               |
| 안미교                                                                                    |                                                                | 평창군                                                         |                                                               |                                                               |
|                                                                                           | 대화면                                                         | 평창군                                                         |                                                               |                                                               |
| 하안미사거리                                                                              | 지방도 제424호선 (가평로)                                      | 평창군                                                         |                                                               |                                                               |
| 하안미교                                                                                  | 대덕길 덕전길                                                  | 평창군                                                         |                                                               |                                                               |
| 하안미삼거리                                                                              | 하안미길                                                       | 평창군                                                         |                                                               |                                                               |
| 대화문화마을 교차로                                                                       | 대화중앙로                                                     | 평창군                                                         |                                                               |                                                               |
| 대화교                                                                                    |                                                                | 평창군                                                         |                                                               |                                                               |
| 대화버스터미널                                                                            | 대화3길                                                        | 평창군                                                         |                                                               |                                                               |
| 대화회전 교차로                                                                           | 대화중앙로 던짓골길 해뜰마을길                                 | 평창군                                                         |                                                               |                                                               |
| 상대화교                                                                                  |                                                                | 평창군                                                         |                                                               |                                                               |
| 덧개수앞 교차로                                                                           | 외솔덧개수길 웃대화길                                          | 평창군                                                         |                                                               |                                                               |
| 대화 교차로                                                                               |                                                                | 평창군                                                         |                                                               |                                                               |
| 신리교                                                                                    |                                                                | 평창군                                                         |                                                               |                                                               |
| 신리삼거리                                                                                | 모릿재로                                                       | 평창군                                                         |                                                               |                                                               |
| 신리 교차로                                                                               |                                                                | 평창군                                                         |                                                               |                                                               |
| 재산재                                                                                    |                                                                | 평창군                                                         | 해발 600m                                                     |                                                               |
| 재산재                                                                                    | 용평면                                                         | 평창군                                                         | 해발 600m                                                     |                                                               |
| 평창역 재산초등학교(폐교)                                                                 |                                                                | 평창군                                                         |                                                               |                                                               |
| (재산)                                                                                    | 금당길                                                         | 평창군                                                         |                                                               |                                                               |
| 장평교                                                                                    | 경강로                                                         | 평창군                                                         |                                                               |                                                               |
| 장평시외버스터미널                                                                        |                                                                | 평창군                                                         |                                                               |                                                               |
| 장평2 교차로                                                                              | 국도 제6호선 (둔내 ~ 무이간 도로)                              | 평창군                                                         | 국도 제6호선과 중복                                           |                                                               |
| 방덕 교차로                                                                               | 하용전길                                                       | 평창군                                                         | 국도 제6호선과 중복                                           |                                                               |
| 용전1교                                                                                   |                                                                | 평창군                                                         | 국도 제6호선과 중복                                           |                                                               |
| 용전1 교차로                                                                              | 방덕골길                                                       | 평창군                                                         | 국도 제6호선과 중복                                           |                                                               |
| 용전2 교차로                                                                              |                                                                | 평창군                                                         | 국도 제6호선과 중복                                           |                                                               |
| (용전3 교차로)                                                                            | 도사길                                                         | 평창군                                                         | 국도 제6호선과 중복                                           |                                                               |
| 용평면사무소                                                                              |                                                                | 평창군                                                         | 국도 제6호선과 중복                                           |                                                               |
| 용전5 교차로                                                                              | 신선골길                                                       | 평창군                                                         | 국도 제6호선과 중복                                           |                                                               |
| 둔전 교차로                                                                               |                                                                | 평창군                                                         | 국도 제6호선과 중복                                           |                                                               |
| 이목정1교                                                                                 |                                                                | 평창군                                                         | 국도 제6호선과 중복                                           |                                                               |
| 둔지 교차로                                                                               |                                                                | 평창군                                                         | 국도 제6호선과 중복                                           |                                                               |
| 성낭 교차로                                                                               |                                                                | 평창군                                                         | 국도 제6호선과 중복                                           |                                                               |
| 이목정1 교차로                                                                            | 골안이길                                                       | 평창군                                                         | 국도 제6호선과 중복                                           |                                                               |
| 이목정2 교차로                                                                            | 탑거리길                                                       | 평창군                                                         | 국도 제6호선과 중복                                           |                                                               |
| 배나무정1 교차로                                                                          |                                                                | 평창군                                                         | 국도 제6호선과 중복                                           |                                                               |
| 배나무정2 교차로                                                                          | 배나무정길                                                     | 평창군                                                         | 국도 제6호선과 중복                                           |                                                               |
| 안산 교차로                                                                               |                                                                | 평창군                                                         | 국도 제6호선과 중복                                           |                                                               |
| 속사IC 교차로 (속사 나들목)                                                               | 50호선 영동고속도로                                            | 평창군                                                         | 국도 제6호선과 중복                                           |                                                               |
| 속사삼거리                                                                                | 국도 제6호선 (경강로)                                          | 평창군                                                         | 국도 제6호선과 중복                                           |                                                               |
| 속사초등학교                                                                              |                                                                | 평창군                                                         |                                                               |                                                               |
| 이승복기념관                                                                              |                                                                | 평창군                                                         |                                                               |                                                               |
| 운두령                                                                                    |                                                                | 평창군                                                         | 해발 1089m                                                    |                                                               |
| 운두령                                                                                    |                                                                | 홍천군                                                         | 해발 1089m                                                    | 내면                                                          |
| 자운 교차로                                                                               | 지방도 제424호선 (보래령로)                                    | 홍천군                                                         |                                                               | 내면                                                          |
| 창촌삼거리                                                                                | 국도 제56호선 국가지원지방도 제56호선 (구룡령로)               | 홍천군                                                         | 국도 제56호선과 중복 국가지원지방도 제56호선과 중복           | 내면                                                          |
| 상뱃재                                                                                    |                                                                | 홍천군                                                         | 국도 제56호선과 중복 국가지원지방도 제56호선과 중복 해발 886m | 내면                                                          |
| 율전삼거리 (율전초등학교)                                                                 | 국도 제56호선 국가지원지방도 제56호선 (구룡령로)               | 홍천군                                                         | 국도 제56호선과 중복 국가지원지방도 제56호선과 중복           | 내면                                                          |
| 고사리재                                                                                  |                                                                | 홍천군                                                         | 해발 700m                                                     | 내면                                                          |
| 고사리재                                                                                  |                                                                | 인제군                                                         | 해발 700m                                                     | 상남면                                                        |
| 고석평교                                                                                  | 지방도 제451호선 (아홉사리로)                                  | 인제군                                                         |                                                               | 상남면                                                        |
| 상남교                                                                                    | 지방도 제446호선 (내린천로)                                    | 인제군                                                         | 지방도 제446호선과 중복                                       | 상남면                                                        |
| 상남보건지소                                                                              |                                                                | 인제군                                                         | 지방도 제446호선과 중복                                       | 상남면                                                        |
| 상남 교차로                                                                               | 지방도 제446호선 (김부대왕로) 내린천로                         | 인제군                                                         | 지방도 제446호선과 중복                                       | 상남면                                                        |
| 오미재1 교차로                                                                            | 내린천로                                                       | 인제군                                                         |                                                               | 상남면                                                        |
| 오미재터널                                                                                |                                                                | 인제군                                                         | 연장 870m                                                     | 상남면                                                        |
| 오미재2 교차로                                                                            | 내린천로                                                       | 인제군                                                         |                                                               | 상남면                                                        |
| 하남초등학교                                                                              |                                                                | 인제군                                                         |                                                               | 상남면                                                        |
| 인제 나들목 (인제IC 교차로)                                                               | 60호선 서울양양고속도로                                        | 인제군                                                         |                                                               | 상남면                                                        |
| 용포교                                                                                    |                                                                | 인제군                                                         |                                                               | 상남면                                                        |
|                                                                                           | 기린면                                                         | 인제군                                                         |                                                               |                                                               |
| 진방삼거리                                                                                | 지방도 제418호선 (조침령로)                                    | 인제군                                                         |                                                               |                                                               |
| 현리버스터미널 기린초등학교                                                               |                                                                | 인제군                                                         |                                                               |                                                               |
| (이름 없음)                                                                               | 한석산로                                                       | 인제군                                                         |                                                               |                                                               |
| 하답교                                                                                    | 상하답로                                                       | 인제군                                                         |                                                               |                                                               |
| 하답제1터널                                                                               |                                                                | 인제군                                                         | 연장 70m                                                      |                                                               |
| 하답제2터널                                                                               |                                                                | 인제군                                                         | 연장 70m                                                      |                                                               |
| 하추교                                                                                    | 하추로                                                         | 인제군                                                         | 인제읍                                                        |                                                               |
| 원대삼거리                                                                                | 원남로                                                         | 인제군                                                         | 인제읍                                                        |                                                               |
| (피암터널)                                                                                |                                                                | 인제군                                                         | 인제읍                                                        | 연장 약 80m                                                   |
| 합강삼거리                                                                                | 덕산로                                                         | 인제군                                                         | 인제읍                                                        |                                                               |
| 합강교                                                                                    |                                                                | 인제군                                                         | 인제읍                                                        |                                                               |
| 합강 교차로                                                                               | 국도 제44호선 국도 제46호선 (설악로) 인제로                    | 인제군                                                         | 인제읍                                                        | 국도 제44, 46호선과 중복                                      |
| 덕산 교차로                                                                               | 한석산로                                                       | 인제군                                                         | 인제읍                                                        | 국도 제44, 46호선과 중복                                      |
| 북면 교차로                                                                               | 국도 제44호선 국도 제46호선 (설악로) 지방도 제453호선 (원통로) | 인제군                                                         | 인제읍                                                        | 국도 제44, 46호선과 중복                                      |
| 가아피암터널                                                                              |                                                                | 인제군                                                         | 인제읍                                                        | 연장 약 110m                                                  |
| 광치터널                                                                                  |                                                                | 인제군                                                         | 인제읍                                                        | 연장 570m                                                     |
| 광치터널                                                                                  |                                                                | 양구군                                                         | 국토정중앙면                                                  | 연장 570m                                                     |
| 가오작교                                                                                  |                                                                | 양구군                                                         | 국토정중앙면                                                  |                                                               |
| (이름 없음)                                                                               | 남동로                                                         | 양구군                                                         | 국토정중앙면                                                  |                                                               |
| 야촌 교차로                                                                               | 정중앙로                                                       | 양구군                                                         | 국토정중앙면                                                  |                                                               |
| 가오교                                                                                    |                                                                | 양구군                                                         | 국토정중앙면                                                  |                                                               |
| 용하1 교차로                                                                              | 양남로                                                         | 양구군                                                         | 국토정중앙면                                                  |                                                               |
| 신송우교 서천2교                                                                          |                                                                | 양구군                                                         | 국토정중앙면                                                  |                                                               |
| 황강터널                                                                                  |                                                                | 양구군                                                         | 국토정중앙면                                                  | 연장 285m                                                     |
| 황강교                                                                                    |                                                                | 양구군                                                         | 국토정중앙면                                                  |                                                               |
| 황강 교차로                                                                               | 황강길                                                         | 양구군                                                         | 국토정중앙면                                                  |                                                               |
| 남면교 서천1교                                                                            |                                                                | 양구군                                                         | 국토정중앙면                                                  |                                                               |
| 송청 교차로                                                                               | 국도 제46호선 (정중앙로) (춘양로)                              | 양구군                                                         | 국토정중앙면                                                  |                                                               |
| 송청제2교                                                                                 |                                                                | 양구군                                                         | 국토정중앙면                                                  |                                                               |
|                                                                                           | 양구읍                                                         | 양구군                                                         |                                                               |                                                               |
| (이름 없음)                                                                               | 중심로                                                         | 양구군                                                         |                                                               |                                                               |
| 정림교 동단                                                                               | 지방도 제403호선 (양구새싹로)                                  | 양구군                                                         |                                                               |                                                               |
| (이름 없음)                                                                               | 양록길                                                         | 양구군                                                         |                                                               |                                                               |
| 하리삼거리                                                                                | 비봉로                                                         | 양구군                                                         |                                                               |                                                               |
| 강원외국어고등학교                                                                        |                                                                | 양구군                                                         |                                                               |                                                               |
| 죽곡삼거리                                                                                | 죽곡로                                                         | 양구군                                                         |                                                               |                                                               |
| 죽곡교                                                                                    | 성곡로                                                         | 양구군                                                         |                                                               |                                                               |
| 한전삼거리                                                                                | 죽곡로73번길                                                   | 양구군                                                         |                                                               |                                                               |
| 한전초등학교                                                                              |                                                                | 양구군                                                         |                                                               |                                                               |
| 도사교 동단                                                                               | 도사리길                                                       | 양구군                                                         |                                                               |                                                               |
| 도사삼거리                                                                                | 지방도 제460호선 (평화로)                                      | 양구군                                                         |                                                               |                                                               |
| 임당초등학교 동면사무소                                                                   |                                                                | 양구군                                                         | 동면                                                          |                                                               |
| (이름 없음)                                                                               | 지방도 제453호선 (펀치볼로)                                    | 양구군                                                         | 동면                                                          |                                                               |
| 피의능선전투전적비                                                                        |                                                                | 양구군                                                         | 동면                                                          |                                                               |
| 월운리 임당리 비아리 사태리                                                               |                                                                | 양구군                                                         | 동면                                                          | 민간인 출입통제 구간                                          |
| 조선민주주의인민공화국 구간                                                               |                                                                |                                                                |                                                               |                                                               |

- 공사구간 (영월 ~ 방림간 도로 3공구, 2018년 착공 ~ ) : 서영월 교차로 ~ 서영월터널(1124m) ~ 문개실 교차로 ~ 문개실터널(209m) ~ 장구터널(395m) ~ 문곡 교차로 ~ 가느골 교차로 ~ 문곡터널(471m) ~ 월전 교차로
- 기존 구간 (2015년 이전 노선)
  - 양구군 야촌 교차로 - 용하초등학교 - 용하삼거리 - 용하1 교차로 - 도촌초등학교 - 송청삼거리

## 도로명
부산광역시
- 기장군 일광읍 일광 교차로 ~ 장안읍 임랑삼거리 : 일광로
- 기장군 장안읍 임랑삼거리 ~ 효암삼거리 : 해맞이로

울산광역시
- 울주군 서생면 신고리원전 교차로 ~ 온산읍 당월삼거리 : 해맞이로
- 울주군 온산읍 당월삼거리 ~ 처용 교차로 : 당월로
- 울주군 온산읍 처용 교차로 ~ 남구 신두왕사거리 : 청량로
- 남구 신두왕사거리 ~ 두왕사거리 : 남창로
- 남구 두왕사거리 ~ 공업탑로터리 : 두왕로
- 남구 공업탑로터리 ~ 태화교 : 봉월로
- 중구 태화교 ~ 북정 교차로 : 명륜로
- 중구 북정 교차로 ~ 북구 상방사거리 : 북부순환도로
- 북구 상방사거리 ~ 신명 교차로 : 무룡로
- 북구 신명 교차로 ~ 지경 교차로 : 동해안로

경상북도
- 경주시 양남면 수렴리 ~ 나산초등학교 : 동해안로
- 경주시 양남면 나산초등학교 ~ 봉길리 교차로 : 나아봉길로
- 경주시 양남면 봉길리 교차로 ~ 포항시 남구 동해면 동해 교차로 : 동해안로
- 포항시 남구 동해면 동해 교차로 ~ 북구 흥해읍 연화 교차로 : 영일만대로
- 포항시 북구 흥해읍 연화 교차로 ~ 청송군 현동면 도평삼거리 : 새마을로
- 청송군 현동면 도평삼거리 ~ 진보면 진안사거리 : 청송로
- 청송군 진보면 진안사거리 ~ 월전삼거리 : 경동로
- 청송군 진보면 월전삼거리 ~ 수비면 회룡천 : 영양로
- 봉화군 재산면 회룡천 ~ 법전면 법전1교 : 갈산로
- 봉화군 법전면 법전1교 ~ 소천면 현동1 교차로 : 소천로
- 봉화군 소천면 현동1 교차로 ~ 석포면 육송정삼거리 : 청옥로
- 봉화군 석포면 육송정삼거리 ~ 석포리 : 태백로

강원특별자치도
- 태백시 구문소동 ~ 상장삼거리 : 태백로
- 태백시 상장삼거리 ~ 영월군 중동면 석항삼거리 : 태백산로
- 영월군 산솔면 석항삼거리 ~ 석항 교차로 : 영월로
- 영월군 산솔면 석항 교차로 ~ 영월읍 동영월 교차로 : 강원남로
- 영월군 영월읍 동영월 교차로 ~ 북면 영월삼거리 : 영월로
- 영월군 북면 영월삼거리 ~ 평창군 평창읍 마지삼거리 : 원동재로
- 평창군 평창읍 마지삼거리 ~ 하리 교차로 : 평창강로
- 평창군 평창읍 하리 교차로 ~ 후평2 교차로 : 서동로
- 평창군 평창읍 후평2 교차로 ~ 방림면 방림 교차로 : 뱃재로
- 평창군 방림면 방림 교차로 ~ 용평면 장평교 동단 : 평창대로
- 평창군 용평면 장평교 동단 ~ 속사삼거리 : 경강로
- 평창군 용평면 속사삼거리 ~ 홍천군 내면 창촌삼거리 : 운두령로
- 홍천군 내면 창촌삼거리 ~ 율전삼거리 : 구룡령로
- 홍천군 내면 율전삼거리 ~ 인제군 상남면 고석평교 북단 : 방내로
- 인제군 상남면 고석평교 북단 ~ 상남교 북단 : 아홉사리로
- 인제군 상남면 상남교 북단 ~ 인제읍 합강 교차로 : 내린천로
- 인제군 인제읍 합강 교차로 ~ 북면 교차로 : 설악로
- 인제군 인제읍 북면 교차로 ~ 양구군 국토정중앙면 광치령휴게소 : 광치령로
- 양구군 국토정중앙면 광치령휴게소 ~ 송청 교차로 : 춘양로
- 양구군 국토정중앙면 송청 교차로 ~ 동면 월운리 : 금강산로

## 자동차 전용도로 구간
아래 구간은 국토교통부에서 지정한 자동차 전용도로 구간이므로 보행자, 자전거 등은 통행할 수 없다. 이륜자동차 (모터사이클 혹은 오토바이)는 긴급자동차 (싸이카 및 소방용 모터사이클 등)에 한해 통행이 가능하며, 그 밖의 이륜자동차와 경운기, 우마차, 트랙터, 손수레는 통행할 수 없다.
| 도로명                              | 시점                                            | 종점                                            | 총연장 (km) | 차로수 | 지정일          |
| ----------------------------------- | ----------------------------------------------- | ----------------------------------------------- | ----------- | ------ | --------------- |
| 기장 ~ 장안간도로 장안 ~ 온산간도로 | 부산광역시 기장군 일광면 이천리(일광 교차로)    | 울산광역시 울주군 온산읍 강양리                 | 19.09       | 4      | 2011년 9월 27일 |
| 청량로(온산 ~ 두왕간도로)           | 울산광역시 울주군 온산읍 처용리(온산 교차로)    | 울산광역시 남구 두왕동(두왕 교차로)             | 6.5         | 4      | 2011년 6월 10일 |
| 울산 ~ 강동간 도로                  | 울산광역시 북구 연암동(연암 교차로)             | 울산광역시 북구 신명동(신명 교차로)             | 11.0        | 4      | 2009년 3월 5일  |
| 영일만대로                          | 경상북도 포항시 남구 동해면 석리(동해 교차로)   | 경상북도 포항시 남구 연일읍 유강리(유강 교차로) | 19.1        | 4      | 2000년 2월 24일 |
| 영일만대로                          | 경상북도 포항시 남구 연일읍 유강리(유강 교차로) | 경상북도 포항시 북구 흥해읍 성곡리(의현 교차로) | 9.58        | 4      | 2005년 11월 9일 |

## 사진

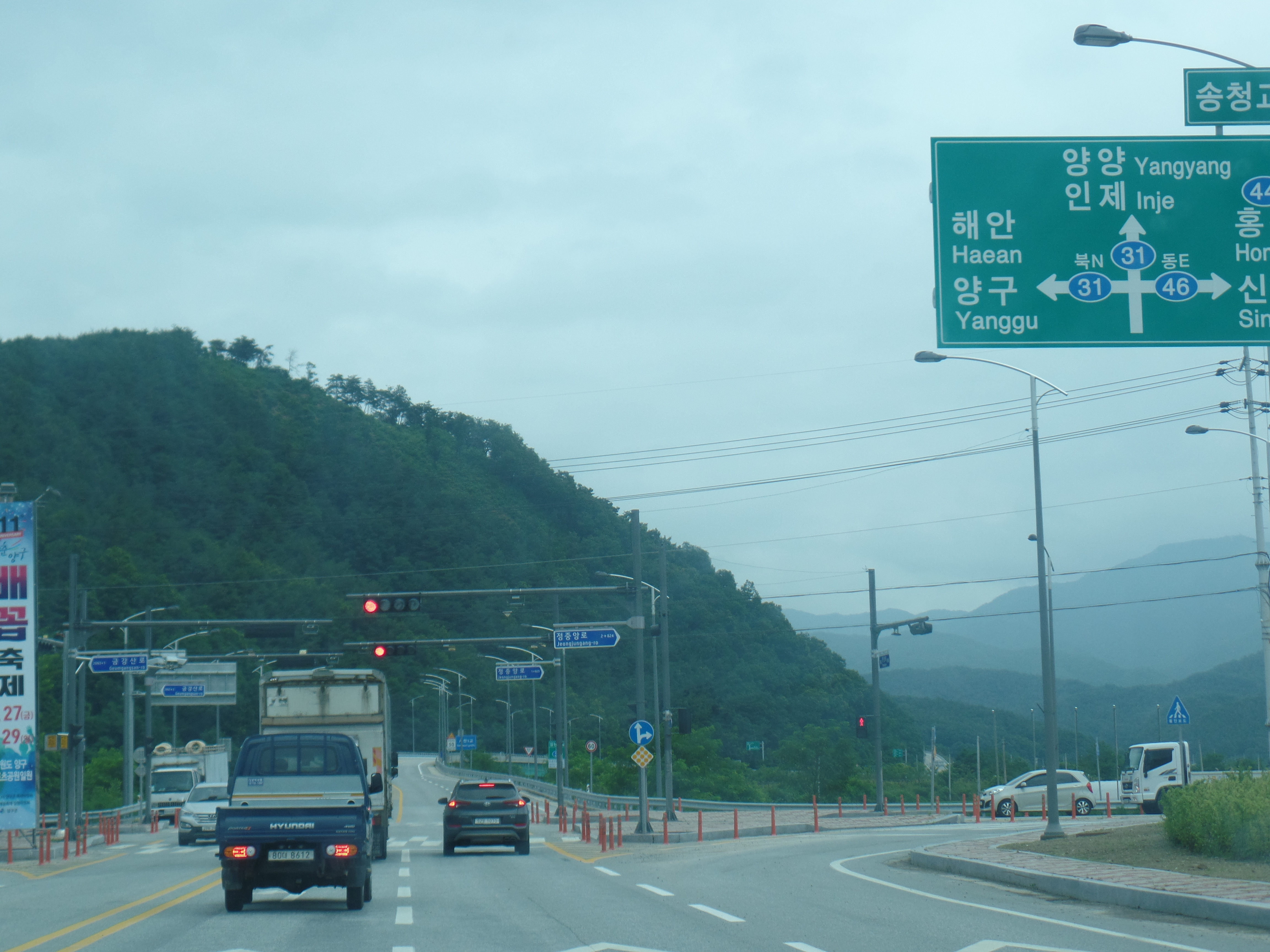
송청교차로